# Lijst van personages uit Goede tijden, slechte tijden (2010-2019)
Dit zijn personages uit de Nederlandse soapserie Goede tijden, slechte tijden die geen eigen artikel hebben en tussen 2010 en 2019 hun entree maakten.

## Marco Buis
Wanneer Lucas en Noud op oudejaarsavond in elkaar worden geslagen, belandt Lucas in het ziekenhuis. Hij probeert Noud te vertellen dat hij gevoelens voor hem heeft, maar uiteindelijk besluit hij dit niet te doen. Als afleiding richt hij zijn aandacht op verpleger Marco. Lucas' plannetje lukt, Marco gaat met hem naar bed.
Lucas knapt op en mag het ziekenhuis verlaten. Buiten het ziekenhuis spreken Marco en Lucas weer af. Ze hebben het erg gezellig, maar Lucas wil zich niet binden. Janine vraagt zich af of Marco niet meer van hem wil. In Charlies naam vraagt Lucas aan Marco of hij verliefd is. Marco geeft toe dat hij wel meer zou willen. Lucas wil geen relatie en breekt met Marco. Toch komen ze elkaar weer tegen. Lucas en Nina zitten samen in De Koning wanneer Noud binnenkomt. Nina moet onverwachts weg en Lucas probeert bij Noud weg te komen. Hij gaat bij Marco aan de bar zitten. Lucas bekent aan Marco dat hij gevoelens heeft voor Noud. Marco vindt dat Lucas voor Noud moet gaan, ook al is Noud niet homoseksueel.
Lucas en Marco gaan vaak met elkaar naar bed. Marco wil dat Lucas echt voor hem kiest, want anders hoeft het voor hem niet meer. Lucas besluit een relatie met hem te beginnen, maar maakt het nog geen week later uit omdat hij zich niet wil binden. Marco kan het niet hebben dat Lucas zich steeds meer bezighoudt met Noud. Wanneer Noud een sanatorium gaat opknappen, besluit Marco voorgoed af te rekenen met Noud. Helaas zijn Charlie, Arthur, Lucas en Ronja ook in het gebouw aanwezig. Charlie en Lucas halen een grap uit met Noud, maar horen vreemde geluiden in het gebouw. Als Noud gaat kijken, wordt hij neergeslagen. Lucas vindt hem. Arthur heeft inmiddels ontdekt dat Charlie in het sanatorium is en komt Ronja tegen. Ronja denkt nog steeds dat Arthur achter de dood van Paul zit. Uiteindelijk weet Ronja te ontsnappen en verstopt ze zich in een kluisje. Arthur roept haar en vertelt op een gegeven moment zijn verhaal. Opeens wordt Arthur in de rug gestoken. Ronja is in shock. Wanneer Charlie, Noud en Lucas Ronja vinden, zegt ze niets. Noud is inmiddels boven bezig als hij bezoek krijgt van Marco. Noud vraagt zich af wat hij komt doen. Marco bekent dat hij jaloers was op de band tussen Lucas en Noud. Hij heeft Paul vermoord, omdat hij per ongeluk met Nouds paraplu over straat liep. Het was de bedoeling dat Noud door een aanrijding zou overlijden. Paul had Marco gezien, dus Marco besloot in het ziekenhuis de stekker uit de apparaten te trekken. Paul overleed niet veel later. Noud en Marco zijn in gesprek wanneer Ronja binnenkomt. Marco raakt in paniek en steekt ook Noud in de buik. Ronja schrikt zich dood wanneer Marco een mes op haar wang zet. Doordat ze met haar nagels in het gezicht van Marco krast, weet ze te ontkomen. Ronja rent de gang in en gaat achter een kastje zitten, waarvoor de bewusteloze Arthur ligt. Marco wil haar iets aandoen. Net op tijd kan Arthur reageren en overmeestert hij hem. Hij valt in de armen van Ronja. Ronja raakt in paniek en biedt haar excuses aan voor alle ellende die ze hem heeft bezorgd. Niet veel later blaast Arthur zijn laatste adem uit. Tot schrik van Ronja staat Marco plotseling weer op. Plotseling wordt Marco in zijn hoofd geschoten. Als hij zich omdraait, ziet hij rechercheur Jack van Houten. Met nog een kogel overlijdt Marco ter plekke.

## Paul Karels
Paul Karels is een student met wie Ronja Huygens een kortstondige relatie heeft.
Ronja heeft een nare herinnering aan haar vorige date, Arthur Diepgrond. Hierdoor durft ze geen nieuwe relatie aan te gaan. Uiteindelijk besluit Ronja dat niet alle mannen zoals Arthur zijn en besluit ze af te spreken met Paul. Ze spreken af in De Koning en er is meteen een klik tussen de twee. Paul en Ronja gaan steeds vaker afspreken, maar Paul ontdekt dat er iets met Ronja is. Ronja bekent dat ze denkt dat er iets met Arthur aan de hand is.
Paul denkt dat Ronja zich dingen verbeeldt, maar Ronja is er zeker van dat er iets is. Charlie, de nieuwe vriendin van Arthur, nodigt haar beste vriendin Ronja uit om een weekendje mee te gaan naar Bosrijk in De Efteling. Uiteindelijk besluit Ronja mee te gaan, omdat ze iets hoopt te vinden waardoor ze kan bewijzen dat Arthur niet spoort. Wanneer Arthur, Charlie en Paul in het vakantiehuisje aan het rondkijken zijn, probeert Ronja iets te vinden in Arthurs tas. Helaas wordt ze betrapt door Paul, die zich afvraagt wat Ronja doet. Op dat moment komen ook Charlie en Arthur aanlopen. Paul heeft geen zin in dit stiekeme gedoe. Hij gaat naar huis. Ronja gaat met hem mee.
Ronja probeert het goed te maken, maar Paul is boos. Uiteindelijk maken ze het goed. Wanneer Ronja vertelt wat ze precies weet, begrijpt Paul waarom Ronja dit wil onderzoeken. Ronja ontdekt in de praktijk van haar vader dat Arthur medicatie slikt en in zijn jas stopt. Paul en Ronja bedenken een plan om Arthur uit de praktijk te krijgen. Het plan loopt bijna verkeerd, wanneer Charlie onverwachts langskomt.
Paul heeft een paar medicijnen meegenomen en laat het door een vriendje in het ziekenhuis onderzoeken. Het blijkt om antidepressiva te gaan. Paul en Ronja willen meer over Arthur weten en daarom besluit Paul Berend, een vriend van hem, te bellen. In De Koning spreekt hij af met Berend. Ronja is nieuwsgierig en belt hem op. Paul wil niets over de telefoon vertellen, omdat ze misschien worden afgeluisterd. Ronja wacht in spanning totdat Paul komt, maar hij laat niets van zich horen. Dan belt Arthur vanuit het ziekenhuis. Paul ligt in het ziekenhuis en hij is er slecht aan toe. Ronja gaat langs in het ziekenhuis, maar Paul reageert niet. Die avond, wanneer Ronja thuis, belt Pauls moeder. Paul is bij bewustzijn geweest. De volgende ochtend wordt Irene, de moeder van Ronja, gebeld dat Paul is overleden. Paul was die avond ervoor betrokken geraakt bij een verkeersongeval waarbij de bestuurder was doorgereden. Toen Paul bij bewustzijn was zag hij iemand in zijn kamer die hij aanzag voor de bestuurder. Ronja denkt dat dit Arthur was.
Uiteindelijk blijkt dat Marco Buis Paul heeft aangereden, omdat Paul met Nouds paraplu over straat liep. Het was de bedoeling om Noud aan te rijden, omdat Marco's grote liefde Lucas Sanders verliefd op hem was.

## Rutger Goedhart
Rutger Goedhart zou de nieuwe vriend van Laura worden. Martijn Huygens is zijn neef en ze hebben elkaar al ongeveer twintig jaar niet meer gezien.
Inmiddels heeft Rutger een relatie met Laura Selmhorst. Nadat Rutger een tijdje in Meerdijk heeft verbleven blijkt dat hij erop uit is om via Laura investeringen binnen te halen die hem veel geld opleveren. Dit doet hij door middel van Eepasa, een bomenproject. Lorena Gonzalez, Rosa Gonzalez, Noud Alberts, Lucas Sanders, Nina Sanders, Laura Selmhorst, Jef Alberts, Danny de Jong, Rik de Jong, Charlie Fischer en Bianca Bouwhuis hebben allemaal geïnvesteerd in het project. Lorena is erachter gekomen dat het allemaal niet klopt doordat ze per ongeluk meeluisterde met een telefoongesprek dat Rutger voerde met een compagnon. Rutger heeft haar hierop omgekocht omdat Lorena geld nodig had om haar revalidatie van te betalen. Lorena wilde zich terugtrekken, en aangifte bij de politie doen, toen ze in de gaten kreeg dat haar moeder ook ging investeren in het niet bestaande Eepasa. Rutger kreeg hier lucht van en waarschuwde Lorena dat ze medeplichtig is.
Inmiddels is Janine Elschot een onderzoek begonnen naar Eepasa. Ze heeft een vriend naar het bomenproject gestuurd in Costa Rica. Later krijgt Janine een telefoontje van Interpol dat deze vriend dood is aangetroffen. Daarna gaat Janine zelf op onderzoek uit en komt erachter dat Rutger de enige is die iets met Eepasa te maken heeft. Dan confronteert ze hem daarmee, maar dat had ze beter niet kunnen doen, want Rutger slaat Janine met een fles op haar hoofd en verbergt de bewusteloze Janine vervolgens op zijn hotelkamer.
Vervolgens gaat Rutger met Jef naar de bruiloft als bruidegom en vertelt de aanwezigen dat de plantage van Eepasa is verwoest door een zware overstroming, wat een leugen is. Ook vertelt hij erbij dat alle beleggers hun geld kwijt zijn. Tegen Laura zegt hij dat het huwelijk niet kan doorgaan en hij vertrekt en laat haar verdrietig achter.
Janine Elschot is inmiddels bevrijd door Ludo Sanders en probeert op de afgelaste bruiloft met haar laatste krachten Laura te overtuigen van de slechte bedoelingen van Rutger. Jack van Houten is inmiddels ook gearriveerd en gaat achter Rutger aan, hij verhoort hem op het politiebureau maar moet hem snel weer laten gaan omdat Rutger blijft volhouden dat hij er juist is ingeluisd door Eepasa.
Vervolgens gaat Laura naar de villa van Rutger waar ze hem confronteert met wat Janine haar verteld heeft en ze vraagt hem of hij ooit echt van haar gehouden heeft. Als hij Laura wegstuurt, is te zien dat ze een steen pakt en naar hem wil gooien.
Ondertussen is Charlie zich aan het bezatten, eerst thuis en later in de Rozenboom. Vervolgens blijft ze de hele nacht weg van huis en wordt ze de volgende ochtend wakker in het huis van Rutger. Samen met een gealarmeerde Rik treft ze Rutger levenloos aan op de grond in zijn huis. In januari 2011 werd Sil Selmhorst (de zoon van Laura) ontmaskerd als de moordenaar van Rutger Goedhart. Hij had hem doodgeslagen met een pook van de open haard.

## Amber de Wilde
Amber Rosie de Wilde komt als jonge vrouw in Meerdijk te recht en komt in beeld als ze wordt aangenomen als serveerster voor de nieuwe club Dansatoria van Bing Mauricius en Lucas Sanders. Amber blijkt in de smaak te vallen en krijgt een relatie met haar baas Bing. Amber is echter niet zo onschuldig als ze zich voordoet en handelt stiekem drugs in Dansatoria. Als Bing hier achter komt is hij in eerste instantie boos, maar weet Amber hem om te praten onder de voorwaarde dat ze geen drugs aan minderjarige verkoopt. Amber houdt zich echter niet aan deze afspraak en verkoopt drugs aan de minderjarige Wiet van Houten. Als Wiet haar zus Sjors Langeveld hier achter komt zorgt ze ervoor dat de politie met een huiszoekingsbevel bij de discotheek komt. Doordat Amber voorzichtig te werk gaat, weet de politie niks te vinden. Als Amber haar vriendje Bing niet veel later met Sjors ziet zoenen, besluit dat ze er klaar mee is en vertrekt uit Meerdijk.
Ruim dertien jaar later keert Amber terug in Meerdijk onder de naam 'Rosie de Wilde', ze verkoos haar tweede naam als hoofdnaam omdat haar slechte reputatie met haar drugs verleden aan haar naam Amber de Wilde gelinkt is. Rosie heeft een zoon Ramon waarover zij de voogdij verloor nadat ze in Marokko in de gevangenis belandde voor drugszaken. Eenmaal terug in Meerdijk wilt Rosie een nieuwe toekomst opbouwen en gaat voor de nieuwe zaak Trattoria Mercato van Stefano Sanders werken. Bing herkent haar meteen maar zegt niks. Uiteindelijk benadert Bing haar tijdens de grote opening bij de keuken en geeft aan dat ze kort de tijd krijgt om aan Stefano te vertellen wie ze daadwerkelijk is. Wanneer Rosie en Stefano een beginnende relatie krijgen vertelt ze haar echte naam en over haar verleden. Stefano besluit niet naar haar verleden te kijken en haar een schone tweede kans te geven. Stefano wilt echter te snel en wilt meteen dat ze mede eigenaar wordt van zijn zaak en hij wilt samenwonen. Dit wordt haar allemaal te veel en ondanks ze het meermaals aangeeft dat Stefano te snel gaat blijft hij hiermee doorgaan; hierdoor beëindigen de twee de relatie en verdwijnt Amber weer uit beeld.

## Tanya Dupont
Tanya Dupont was de vriendin van Jef Alberts. Tanya zou later ontmaskerd worden als een psychiatrisch patiënte. Het personage is een moderne versie van Alice de Boer, die in de jaren negentig de soap een aantal keren teisterde. Van Stenis liet de optie open om ooit weer terug te keren, maar vooralsnog zijn hiervoor nog geen plannen.
Het is rond sluitingstijd wanneer Tanya na een dag werken De Koning binnenstapt en een gesprek aanknoopt met barman Jef Alberts. Ze is meteen gecharmeerd van Jef en deze gevoelens zijn wederzijds. Jef wil meer te weten komen over Tanya en ontdekt dat ze zeer binnenkort op wereldreis gaat. Tanya ziet dat Jef teleurgesteld is dat hun relatie zich niet kan ontwikkelen en vraagt of hij mee wil op wereldreis. Jef twijfelt of hij met haar op wereldreis moet gaan. Ze weet hem over te halen. Zonder dat iemand van Jefs vrienden Tanya heeft gezien, gaan de twee op wereldreis. Een paar weken later keert ze terug naar Nederland. Van Jef ontbreekt elk spoor.
Tanya verschuilt zich onder haar alias Tineke Steeg. Ze merkt meteen op dat er problemen zijn in De Koning en besluit waarnemend uitbater Rik de Jong een dagje te helpen. De Koning loopt vol met mensen, omdat Tanya hun de meest culinaire gerechten voorzet. Rik vraagt haar of ze bij De Koning wil komen werken. Tanya gaat akkoord. Niet veel later steekt ze het paspoort van Jef in brand. Lorena Gonzalez en Laura Selmhorst maken zich ernstige zorgen. Hun goede vriend Jef is nu al bijna twee maanden op vakantie en ze hebben in geen tijden van hem gehoord. Lorena besluit actie te ondernemen. Ze weten dat Jef met ene Tanya op wereldreis is gegaan en besluiten de boarding list bij de luchtvaartmaatschappij op te vragen. Nader onderzoek volgt en uiteindelijk wordt Tineke door enig recherchewerk van Jack van Houten onthuld als Tanya Dupont. Laura wil haar ondervragen, maar hun gesprek wordt abrupt onderbroken. Tanya moet zich haasten naar de bruiloft van Nina Sanders en Noud Alberts.
De bruiloft van Nina en Noud resulteert onbedoeld in doden en gewonden. Tanya bevindt zich onder de gewonden en ligt in coma. Wanneer ze bijkomt, doet ze nog steeds alsof ze bewusteloos is. Laura komt geen stap verder nu Tanya in coma ligt. Tanya's spel wordt ontmaskerd, wanneer Laura haar betrapt. Laura eist een uitleg. Tanya vertelt dat Jef in een ravijn is gevallen en dat ze bang was dat hij dood was. Laura en Lorena vrezen het ergste, maar willen Jef hoe dan ook terugvinden. Uiteindelijk wordt Jef in een verwarde toestand gevonden in Brazilië. Hij keert terug naar Meerdijk en hoort wat Tanya tijdens zijn afwezigheid allemaal heeft uitgespookt. Tanya gelooft nog steeds dat er liefde tussen haar en Jef is en kan het niet hebben wanneer Laura Jef tegen haar opstookt. Ze probeert Laura te vergiftigen met rattengif. Jef ontdekt wat Tanya met Laura heeft gedaan. Tanya werd gearresteerd en veroordeeld wegens poging tot moord. De laatste keer dat ze Laura onder ogen kwam, sloot ze af met de woorden: Je bent nog niet van me af. Ik kom terug!

## Frederik van Rossum
Frederik van Rossum was in het verleden goed bevriend met Maximiliaan Sanders. Frederik en Ludo Sanders waren elkaars tegenpolen. Tegen Ludo was Maximiliaan niet aardig, maar tegen Frederik wel. Frederik wist, in tegenstelling tot Ludo, dat Maxime nog leefde en dat ze naar een pleeggezin is gegaan.
Rosa Gonzalez heeft in het verleden voor Frederik gewerkt. Ze hadden een onenightstand waar vervolgens Lorena uit kwam. Rosa heeft daarna ontslag genomen en ze is weggegaan. Rosa heeft niet verteld dat ze zwanger van hem was. Rosa zei tegen Lorena dat haar vader was overleden, om te voorkomen dat Lorena erachter zou komen dat ze het gevolg was van een vergissing.
Toen Frederik naar Meerdijk kwam had hij meteen een oogje op Maxime. Ze gaan een keer met elkaar naar bed, maar daar blijft het ook bij wanneer Maxime Frederik de volgende dag bij Ludo tegenkomt. Daar vertelt Frederik dat hij hun vader Maximiliaan van vroeg kent. Hij heeft vroeger voor hem gewerkt. Later in De Rozenboom als Ludo en Janine gaan dineren met Frederik verspreekt hij zich, en zegt hij dat hij in tegenstelling tot Ludo wel wist dat Maxime nog leefde en naar een pleeggezin is gegaan. Vanaf dit moment wil Ludo niets meer met Frederik te maken hebben. Als Maxime langskomt, vertelt Ludo aan Maxime alles wat Frederik eerder aan hem heeft verteld. Ook vertelt hij haar hoe hun vader tegen Ludo was. Even lijkt er een voorzichtige toenadering tussen Maxime en Ludo te komen, maar als Maxime geschokt wegrent, lijkt Ludo dit alleen maar te zeggen om Maxime overstuur te maken.
Ondertussen blijkt dat Frederik de vader is van Lorena Gonzalez. Lorena dacht haar hele leven dat haar vader was overleden door een auto-ongeluk.
Frederik is nog steeds niet klaar met Maxime en begint haar steeds vaker dingen te vertellen over haar vader. Hij zegt haar dat haar vader haar heeft weggedaan omdat hij juist wel van haar hield. Dan stelt Frederik aan Maxime voor om eens met iemand uit haar adoptiefamilie te gaan praten over haar vader. Dit doet ze en ze krijgt een briefje van haar vader in haar handen geduwd. Hierdoor denkt ze dat haar vader echt van haar hield. Ze probeert Ludo hierna te overtuigen dat hun vader van hun hield maar hij wil het er niet over hebben. Ook ziet ze nu in hoe moeilijke jeugd Ludo heeft gehad en waarom hij zo is geworden. Ze besluit naar hem toe te gaan en hem alles te vergeven. Vanaf dit moment is de band tussen Ludo en Maxime weer goed. Hiervoor gaat ze naar Frederik om hem te bedanken. Wat Maxime nog niet weet, is dat Frederik dit alles heeft gedaan om Maxime in bed te krijgen. Als er een fles wijn wordt bezorgd, voert Frederik Maxime dronken. Hij probeert haar te zoenen, maar als ze naar huis wil duwt hij haar op bed en verkracht haar. De volgende dag krijgt Maxime de schrik van haar leven als Frederik ineens in haar kamer staat. Hij eist dat ze het er met niemand over heeft. Maxime stemt toe maar uiteindelijk wil ze wraak nemen samen met Lorena. Eerst wil Lorena niets van Maxime weten, maar als ze erachter komt dat Frederik Maxime heeft verkracht verzinnen ze samen een wraakplan. Ze willen hem laten oppakken voor belastingfraude. Een minpunt is alleen dat Frederik op dat moment een veilinghuis runt samen met Ludo. Als Ludo Lorena ontdekt op Frederiks hotelkamer wil hij Jack bellen. Maar omdat Lorena geen problemen met hem wil, vertelt zij Ludo dat Maxime is verkracht door Frederik. Ludo weet niet of hij dit moet geloven, dus hij belt alsnog Jack. Hierdoor raakt hun relatie ernstig onderkoeld. Ludo gaat naar Maxime toe en wil weten of het waar is. Hij zegt dat hij aan haar kant staat en snapt dat de wraak dan alleen voor Frederik is bedoeld. Maxime wil dit niet toegeven, waarna Ludo zegt dat ze nog zal wensen hem nooit te hebben teruggevonden. Als Frederik bij Ludo op bezoek is voor het veilinghuis confronteert Ludo hem hiermee. Hij zegt dat dit niet waar is, maar als Ludo een pistool op hem richt geeft hij alles toe. Uiteindelijk pakken Ludo en Maxime Frederik alles af voor 1 euro en laten hem zijn deel van het veilinghuis aan Maxime overdragen.

## Bram Bouwhuis
Bram Bouwhuis is een personage in de Nederlandse soapserie Goede tijden, slechte tijden. Hij is de zoon van Sjoerd Bouwhuis en Rikki de Jong. Bram werd in de eerste jaren gespeeld door verschillende kinderen.
Rikki de Jong komt erachter dat ze ongewenst zwanger is van Sjoerd Bouwhuis. Na veel gedoe besluiten Rikki en Sjoerd het kind af te staan aan Sjors Langeveld en Bing Mauricius. Het kind wordt op 18 november 2011 geboren en Sjoerd noemt hem Bram. Na de geboorte nemen Sjors en Bing Bram meteen mee naar huis. Rikki heeft het erg moeilijk met haar moedergevoelens, maar pas na haar bedenktijd beseft ze dat ze een verkeerde keuze heeft gemaakt. Rikki en Sjoerd besluiten om de juridische weg in te slaan om Bram terug te krijgen. De rechter besluit uiteindelijk dat Bram aan Sjors en Bing toebehoort. Sjors is het hier echter niet mee eens en overtuigt de rechter dat Bram bij zijn biologische ouders hoort. Rikki en Sjoerd mogen Bram na de zitting meteen mee naar huis nemen. Rikki besluit om samen met Bram bij de familie Bouwhuis in te trekken. Omdat Bianca zich te veel bemoeit met Bram, hem voor Edwin aanziet en hem uiteindelijk haar eigen zoon noemt, is voor Rikki de maat vol en gaan Rikki en Bram bij Rik wonen. Sjoerd blijft thuis om zijn moeder te steunen die het nog steeds erg moeilijk heeft met de dood van Edwin.
Het gaat lange tijd goed, totdat Rikki met Tim Loderus, de halfbroer van Sjoerd (en dus een oom van Bram zelf), een relatie krijgt. Brams vader raakt verslaafd aan cocaïne. Hij mag zijn zoon niet meer zien als per ongeluk een zakje coke in Brams speelgoedkoffertje raakt. Uiteindelijk ontvoert Sjoerd Bram zelfs naar Duitsland. Sjoerd komt echter terug en als Tim in coma raakt nadat hij Sjoerd heeft geprobeerd te helpen in een gevecht met een dealer, wil Sjoerd clean zijn. Hij vertrekt uit Meerdijk om naar een Amerikaanse afkickkliniek te gaan.
Als een tijdje later ook Rikki uit Meerdijk vertrekt om een acteeropleiding in Londen te gaan volgen, zorgen opa Rik en zijn vriendin Nuran Baydar voor Bram. Ook passen Tim Loderus en Wiet van Houten regelmatig op.
Nadat Bram met zijn halfzusje Teddy Kramer en moeder Rikki de Jong verhuisd is naar Rotterdam, komt hij nog regelmatig langs om zijn vader Sjoerd Bouwhuis op te zoeken. Sinds ook Sjoerd Meerdijk heeft verlaten komt Bram nog weleens bij zijn opa's Anton en Rik logeren. Ook was hij te zien bij het huwelijk van Rik en Shanti. Sindsdien is Bram niet meer in beeld geweest. 

## Ron Bos
Wanneer Lucas Sanders in coma in het ziekenhuis belandt, komt Ron Bos Anton Bouwhuis versterken om voor Lucas te zorgen. Doordat Lucas' vriendje Edwin hier vaak te vinden is, raken ze bevriend en uiteindelijk krijgen ze een relatie.
Als Jack terugkomt van zijn lange reis, blijkt hij het ebolavirus te hebben opgelopen. Hij overwint deze ziekte, maar Ron krijgt het virus ook. Kort daarna blijkt dat ook Edwin de ziekte heeft. Alleen Jack en Noud overleven het, Ron en Edwin sterven.

## Josje Been
Josje Been is een medewerkster van de Kinderbescherming. Ze kwam vooral in beeld bij Rikki de Jong en Sjoerd Bouwhuis. Ook kwam zij in beeld tijdens de rechtszaak tussen Mike Brandt en Nina Sanders.
Regelmatig en met name bij escalaties in de families komt zij naar voren.
Als Rikki de Jong denkt dat Sjoerd Bouwhuis weer verslaafd is aan drugs, belt ze de Kinderbescherming op aandringen van Thijs Kramer.
Josje maakt haar rentree op 11 oktober 2017 als Sjoerd Bouwhuis en Anton Bouwhuis Bram niet meer mogen zien van Rikki de Jong omdat Sjoerd weer een relatie heeft met Aysen Baydar. Anton pikt dit niet en belt mevrouw Been.
Wanneer Daan Stern een alcoholprobleem ontwikkelt, wordt Josje ook bij hem en zijn dochter Louise ingeschakeld.

## Yvon Terstal
Yvon Terstal ontmoet Rik tijdens een karaokeavond in café de Koning, waar ze eerst ruzie krijgen. Later leggen ze het bij en Yvon gaat tegen haar eigen principes en die van Rik in mee naar Riks huis. Sindsdien hebben de twee een relatie, die enige hobbels kende. Tijdens haar relatie met Rik was Yvon nog getrouwd met haar ex Peter, zonder dat Rik dit wist. Dit kwam uit door de jaloezie van Nuran Baydar, zij is stiekem verliefd op Rik en wil niet dat hij met een andere vrouw gaat. Samen met Lorena Gonzalez gaat ze op onderzoek uit om Yvon te ontmaskeren nadat ze een vreemd telefoontje heeft afgeluisterd.
Later lijkt het weer een beetje goed te komen. Rik en Yvon worden uitgenodigd op de bruiloft van Nuran en Bilal. Net een dag voor de bruiloft bekent Rik aan Yvon dat hij meer van Nuran houdt.

## Bilal Demir
Wanneer Nuran Baydar geen relatie met Rik de Jong wil wegens haar geloof, gaat ze op een datingsite voor moslims op zoek naar een geschikte man. Hier komt ze Bilal tegen, met wie ze een gesprek begint. Wanneer zij aan het werk is bij Lorena's, komt Bilal ineens binnenlopen. De twee kunnen het goed met elkaar vinden; Bilal heeft echter wel moeite met een relatie wanneer Nuran abortus blijkt te hebben gepleegd. Uiteindelijk hakt hij de knoop door en wil hij toch wel met haar verder. Dit wil hij zo graag dat hij zelfs met haar wil trouwen. Na enige twijfel stemt Nuran hiermee in, met groot wantrouwen van haar zus Aysen.
Bilal wil een diner organiseren met zowel zijn als haar ouders. Nuran vindt haar moeder een 'losgeslagen moslima', onder andere omdat ze geen hoofddoek draagt en gescheiden is. Nuran is bang dat dit Bilal en zijn ouders zwaar zal vallen. Ze besluit om te vertellen dat haar moeder vliegangst heeft en dat haar vader niet weg kan wegens werk. Uiteindelijk vindt het diner plaats in de Rozenboom met alleen Bilals ouders. Alles verloopt zeer goed tot Nurans moeder en zus plotseling binnenkomen.
Uiteindelijk loopt alles van dat gesprek goed af. Maar hierna komt Bilal in een ander obstakel. Hij vindt dat Lucas Sanders ziek is omdat hij homoseksueel is. Bilal gaat een discussie met hem aan. Lucas denkt dat Bilal worstelt met zijn geaardheid. Bilal ontkent dit maar uiteindelijk blijkt dat hij toch homoseksueel is. Lucas moet alles uit de kast trekken om Bilal zo ver te krijgen. Bilal geeft alles toe en wil een geheime relatie met Lucas. Lucas heeft geen zin om alles stiekem te doen en Bilal verlaat Meerdijk.

## Elif Baydar
Elif Baydar is de moeder van de zussen Nuran en Aysen. Ze woont in Turkije. Elif is een vrijgevochten moslima, net als haar dochter Aysen. Ze komt, als ze de eerste keer in de serie te zien is, voor de verloving van Nuran met Bilal Demir. Hij wil goedkeuring van zijn ouders, maar ook van die van Nuran. De conservatieve ouders van Bilal zien het huwelijk in eerste instantie, mede doordat Elif gescheiden is van haar man, niet zitten maar uiteindelijk gaan ze toch akkoord.
Op 4 oktober komt Elif opnieuw overgevlogen. Deze keer om het huwelijk tussen Nuran en Bilal bij te wonen, dat uiteindelijk niet gesloten werd.
Elif is mindervalide en zit in een rolstoel.

## Maarten Stokman
Maarten Stokman is een jeugdliefde van Janine Elschot. Hij werkt voor een stichting. Doordat hij weet dat Janine dankzij haar blad J-Magazine veel mensen kent, vraagt hij of zij hem wil helpen met de stichting. Zonder dat Janine het weet bestaat deze stichting helemaal niet. Alles is in scène gezet door Maxime Sanders. De schoonzus van Janine die een hekel aan haar heeft. Maxime wil namelijk haar broer Ludo en Janine uit elkaar drijven uit wraak vanwege dat Janine en Ludo haar verdachten van het verwisselen van de placebo's wat uiteindelijk Nick Sanders gedaan heeft.
Maarten is eigenlijk werkloos en kan door Maxime te helpen toch nog geld verdienen. Uiteindelijk moest hij zich zelfs in elkaar laten slaan en doen alsof hij verliefd was op Janine omdat hij anders het geld niet zou krijgen.
Net als Janine Maarten zover heeft gekregen dat hij alles aan Ludo vertelt, wordt hij door hem weggestuurd omdat hij Janine heeft bedreigd. Ludo maakt hem bang en zorgt ervoor dat hij onvindbaar is.
Het plan waarvoor Maarten door Maxime was ingehuurd is echter wel gelukt: Ludo en Janine zijn uit elkaar gedreven.

## Rozemarijn van der Zee
Rozemarijn van der Zee is al jarenlang de beste vriendin van Rikki de Jong. Wanneer Rikki relatieproblemen heeft met twee broers, probeert ze Rozemarijn aan een van hen te koppelen. Op oudejaarsavond 2012 zoent Rozemarijn met Tim Loderus, waarna ze een relatie krijgen. Tim maakt het echter al snel weer uit omdat hij verliefd is op iemand anders. Rozemarijn weet niet dat dit over haar beste vriendin Rikki gaat. Ze verdwijnt uit beeld, wat echter niet betekent dat ze uit Meerdijk verdwijnt.
Ruim een jaar later komt Rozemarijn weer in beeld. Haar vader wordt binnenkort vijftig en ze wil een zelfgeschreven liedje voor hem zingen. Ze vraagt Rikki om haar te helpen bij het schrijven.

## Frederique Weber
Frederique Weber heeft een relatie met Jef, alleen gaat ze voor een half jaar op tournee, wat Jef zelf aanmoedigde. Hierna is ze uit beeld verdwenen.

## Nola Sanders
Nola Sanders maakte haar debuut op 18 maart 2013 bij haar geboorte. Sinds 1 september 2022 speelt Noa Jacobus als vaste actrice de rol van Nola. Wegens een aanrijding van haar moeder de rijke Nina Sanders zou ze gehandicapt kunnen zijn, ze werd echter gezond geboren. Nina's man Noud Alberts gaf de baby eerst de naam Benthe, Nina vond dit geen geschikte naam en veranderde de naam in Nola.
Noud Alberts was tijdelijk in Tokio toen Nina met Mike Brandt naar bed ging. Mike wilde geld van de familie Sanders en wilde een kind krijgen, om Nina zo aan zich te binden. Hij prikte gaatjes in zijn condooms en Nina werd zwanger. Zij dacht lange tijd dat het een ongeluk was. Toen Nina opbiechtte dat ze abortus had gepleegd, vertelde Mike de waarheid over zijn plan. Nina was dus in werkelijkheid aan het bluffen, maar ze wist hierdoor dat Mike niet meer te vertrouwen was.
Nina was eerst daadwerkelijk van plan Nola weg te laten halen. Ze lag aan op het operatiebed toen ze haar beslissing toch wilde terugdraaien. Ze ging twijfelen over abortus toen ze was aangereden. Nola had hierdoor een tijdje geen zuurstof en er was daarom een kans op een handicap.
Nadat Mike Brandt zijn kind heeft gezien, besluit hij Nina Sanders het geld dat zij hem heeft geboden terug te geven en zijn vaderschap aan te vechten.
Noud Alberts vindt eigenlijk dat Mike recht heeft op zijn kind, maar de familie Sanders geeft hem niet de kans zijn mening te uiten. In de rechtszaal besluit hij dit toch te vertellen en af te zien van het vaderschap. De rechter besluit een omgangsregeling te treffen waarin Mike zijn dochter toch soms kan zien. Nina en haar familie zijn woedend op Noud.
Na de dood van Mike bleek dat Nola hotel de Rozenboom geërfd had. Als Nola oud en wijs genoeg is krijgt ze dit te horen. 
Tijdens het huwelijk van Nina en Bing Mauricius erkent Mauricius Nola als z'n eigen dochter. Er ontstaat een samengesteld gezin met Manu (Bings zoon uit een onenightstand met Monica de Klein) en Max (waarvan Amir Nazar de donorvader is), maar wanneer het huwelijk van Nina en Bing op een vechtscheiding uitloopt dreigen de kinderen uit elkaar te worden gehaald. Nola heeft deze ruzie gehoord en is niet van plan het zo ver te laten komen; ze gaat er met Manu en Max vandoor.
Nadat Nola is verouderd krijgt ze grotere verhaallijnen, zoals haar eerste relatie maar krijgt ze ook de diagnose kanker.

## Monica de Klein
Monica de Klein is een scharrel van Bing Mauricius. Als Bing aan Monica vertelt dat hij graag een kind wil, maar geen vaste relatie, biedt Monica aan om draagmoeder te zijn. Monica wil zelf geen kinderen, maar het lijkt haar geweldig een keer zwanger te zijn. Later wordt ze echter verliefd op Bing. Tijdens haar zwangerschap wordt ze gechanteerd door Aysen Baydar, zij wil dat Bing nooit een kind zal krijgen en dreigt te vertellen dat Bing en Monica aan illegaal draagmoederschap doen. Monica moet abortuspillen nemen om zo een miskraam te forceren, maar ze neemt ze niet en blijft zwanger. Bing is woest als hij hierachter komt. Aysen is woedend dat Monica nog steeds zwanger is en zegt dat Bing Monica zal dumpen zodra hij zijn kind heeft. Er is maar één manier om erachter te komen of Bings gevoelens voor Monica echt zijn, namelijk doen alsof ze een miskraam heeft gehad. Monica doet dat en wordt door Bing gedumpt. Tegen Aysen zegt ze dat ze een abortus heeft laten plegen, nadat ze erachter was gekomen dat Bing niet echt van haar hield. Daarna vluchtte Monica weg.
Ruim twee jaar later komt Monica weer in beeld. Ze geeft zoon Manu na het afscheidsfeest van Vincent Muller af aan de dronken Lucas Sanders en Sacha Kramer, en ze hoopt dat zij Manu vervolgens bij zijn vader, Bing, zullen brengen. Lucas en Sacha kunnen zich echter niet herinneren wat er die avond was gebeurd en ze zorgen enkele weken voor Manu, die ze Kelvin noemen.
Wanneer Ludo Sanders wil dat zijn dochter Nina het uitmaakt met haar vriend Bing, komt hij erachter dat Kelvin eigenlijk Manu heet en de zoon is van Bing en Monica. Hij hoort van Monica dat ze geldproblemen heeft en zet haar tegen vergoeding in bij het uit elkaar drijven van Bing en Nina. Monica trekt bij Bing in en doet er alles aan Bing en Nina uit elkaar te drijven, maar de twee lijken ondanks haar acties juist steeds meer van elkaar te gaan houden.
Acht jaar later keert Monica terug. Inmiddels is ze een aantal jaar getrouwd met ene Gert-Jan, is ze zwanger van een meisje en woont ze sinds kort in Meerdijk. Ze belt Bing omdat ze met hem wil praten over Manu, want ze mist hem. Nina denkt echter dat ze een dubbele agenda heeft en gaat met Bing mee voor een gesprek. Hier krijgt ze te horen dat haar vader Ludo  acht jaar geleden Monica betaald heeft om haar en Bing uit elkaar te drijven.

## Menno Kuiper
Na meerdere klachten over het werk van rechercheur Aysen Baydar, heeft de politie een onderzoek naar haar ingesteld. Menno leidt dat onderzoek en is daarvoor naar Meerdijk gekomen. Hij zal het handelen van Aysen bij verschillende zaken nader onderzoeken en daarvoor wil hij enkele Meerdijkers verhoren op het politiebureau. Tijdens een avondje stappen, ontmoet Lucas de nieuwe inwoner van Meerdijk en ze zijn meteen onder de indruk van elkaar. Echter op het moment dat Lucas zich aan Menno voorstelt als Lucas Sanders, gaat hij ervandoor. Later blijkt dat hij dit deed, omdat hij Lucas in het onderzoek naar Aysen ook moet verhoren en hij niet professioneel kan zijn als ze iets hebben. Lucas probeert Menno voor zich te winnen. Uiteindelijk lukt dat, maar Menno wil het tot het onderzoek is afgerond geheimhouden. Menno en Lucas gaan uiteindelijk uit elkaar als Menno het uitmaakt omdat hij te veel in de war is en de zaak overdraagt aan iemand anders. Menno vertrekt, maar komt tot verbazing van Lucas terug en wil het met Lucas proberen. Lucas wil dit niet omdat hij wil dat Menno echt voor hem gaat en iets speciaals regelt. Dit doet Menno uiteindelijk ook door zich als politie te verkleden en het liedje YMCA te zingen. Hoewel Lucas vindt dat Menno op een houten hark lijkt, vindt hij dat Menno wel lef heeft en wil hij ook weer voor hem gaan.
Als Mike Brandt wordt vermoord, is Menno een van de rechercheurs die op de zaak wordt gezet. Hij moet hiervoor ook de andere leden van de familie Sanders verhoren, iets wat Lucas moeilijk vindt. Lucas probeert wat te weten te komen uit het onderzoek, en uiteindelijk weet hij bewakingsbeelden te zien. Hierop ziet hij Nina lopen, hij herkent haar aan haar tas. Hij helpt haar de tas te verbranden, maar uiteindelijk komt het toch uit dat ze op het vliegveld was. Menno noemt Lucas medeplichtig, en het gaat even uit. Menno en Lucas missen elkaar echter zo veel, dat ze snel weer een relatie hebben.
Als Lucas te weten komt dat Rik de Jong en Nuran Baydar hun bruiloft klein willen houden, wil Lucas toch voor een groot feest zorgen. Hij vraagt dan Menno ten huwelijk in de Rozenboom, Menno vindt dit niet fijn omdat hij niet graag opvalt. Uiteindelijk zegt hij toch ja. Menno wil zelf echter ook geen groot huwelijksfeest. Het huwelijk gaat echter niet door, als Lucas plotseling niet meer wil nadat Menno hem heeft verteld dat hij ooit is getrouwd geweest met een vrouw en dat de scheiding nou maar drie jaar terug is.
Menno slaagt er als rechercheur lange tijd niet in de moord op Mike op te lossen, iets wat collega Aysen Baydar wel lukt. Aysen heeft echter niet bekendgemaakt dat Rik de Jong Mike heeft vermoord, waardoor Menno door blijft gaan met het onderzoek wat in feite dus onnodig is. Uiteindelijk komt Menno erachter dat Rik de parachute van Mike heeft gesaboteerd na een verhoor met Femke.
Tijdens Kerstmis 2013 komen Menno en zijn ex Lucas weer samen. Ze willen weer met elkaar trouwen. Het blijkt echter dat Lucas' vader, Stefano Sanders, niet naar de bruiloft kan komen op de nieuwe trouwdatum wegens zaken in China. Lucas heeft het dan ook moeilijk als hij kennis maakt met Menno's ouders, Hans en Mia. Stefano kan echter wel komen, maar als hij Lucas belt om dit te zeggen neemt Menno de telefoon op. Hij besluit het als verrassing te bewaren, iets waar Lucas het ook weer moeilijk mee heeft.
Wanneer Lucas met Bing Mauricius de boot van Lucas' oom Ludo steelt, vaart hij Tim Loderus aan. Hij vertelt dit enkele weken na de aanvaring aan Menno, die nu als politieman in een lastige situatie staat. Uit frustratie slaat hij Lucas enkele malen. Als Lucas besluit zichzelf aan te geven, probeert Menno dit te verhinderen. Uiteindelijk geeft Lucas zichzelf toch aan, en niet veel later wordt ook duidelijk dat Menno al geruime tijd wist van Lucas' misdaad. Hij wordt hiervoor voor onbepaalde tijd geschorst.
Als Menno en Lucas ruzie krijgen lost Menno dit op om Lucas te slaan. Lucas doet er alles aan om dan Menno te ontwijken en verzint er smoezen bij. Elke keer weer loopt het volledig uit de hand tussen Lucas en Menno en komt Noud Alberts hierachter. Noud probeert dit op te lossen om het voor Lucas op te nemen. Als Janine Elschot en Nina Sanders er ook achter komen via Noud, vertelt Lucas Menno dat hij in therapie moet. Nadat Janine, Nina en Noud vertrekken, slaat Menno er weer op los en komt Noud net op tijd binnen om dit te stoppen. Noud brengt bloedende Lucas naar het ziekenhuis en zorgt ervoor dat Menno niet naar hem toe kan. Menno weet toch een excuses te vinden en vertelt Lucas dat hij in therapie gaat. Menno neemt dan voorlopig afstand van Lucas en probeert zijn leven weer op de rails te krijgen. Nadat Menno al die gesprekken heeft gevoerd met zijn therapeut, besluit hij weer contact te zoeken met Lucas.
Als Menno ineens een telefoongesprek opvangt, besluit hij naar Toko te gaan om te checken waar Lucas is, maar dan doet Menno een schokkende ontdekking. Nadat hij Lucas heeft gezien met een andere jongen vindt hij zelf dat het genoeg is geweest en vertelt Lucas dat hij Meerdijk gaat verlaten. Lucas probeert nog van alles om hem hier te houden, maar Menno's besluit staat vast. Verdrietig nemen de twee afscheid van elkaar.

## Julia Loderus
Julia Loderus is de moeder van Tim Loderus. Ze komt naar Meerdijk nadat Tim in elkaar is getrapt door de drugsdealer van Sjoerd Bouwhuis. Tim heeft hierdoor een hersenbeschadiging opgelopen. Julia logeert in eerste instantie bij de familie Bouwhuis, maar Bianca kan het niet aan om haar man met zijn ex gezellig op de bank te zien zitten. Julia vertrekt naar de Rozenboom. Daar ontmoet ze Ludo Sanders en ze gaan met elkaar naar bed. Ludo zegt geen vervolg te verwachten, hij en Julia krijgen toch een relatie.
Niet alle Meerdijkers zijn blij met Julia's relatie met Ludo. Anton Bouwhuis maakt zich zorgen en wil niet dat Julia met een gevaarlijke man als Ludo omgaat, en al helemaal als hij Ludo verdenkt op de moord van Mike Brandt, die tevens Antons zwager is. Hij zoekt Ludo op, en bedreigt en slaat hem. Ludo laat zich niet gek maken, en als Julia net ook binnenkomt stuurt ze Anton weg. Bianca, Antons vrouw, denkt dat Anton nog steeds gevoelens heeft voor Julia. Dit blijkt waar te zijn, al wil Anton nooit met Bianca breken. Uiteindelijk gaan zij en Anton met elkaar naar bed, ze gaan dus beiden vreemd. Anton zegt dat hij dit niet doet omdat zijn relatie slecht gaat, maar Julia zou dit wel doen. Als Ludo het AZM Ziekenhuis wint om er een privékliniek van te maken, kan Anton niets anders bedenken dan Ludo voor schut te zetten door te zeggen dat Julia vreemd is gegaan. Als Julia aan Ludo toegeeft maakt hij het uit. Julia besluit om terug te gaan naar Amerika omdat ze Anton Bouwhuis niet meer tegen het lijf wil lopen, daar is Tim het eerst niet mee eens maar toch uiteindelijk vertrekt ze toch naar Amerika.
Als Tim vermist is, keert Julia terug naar Meerdijk. Ze logeert dit keer bij een vriendin die een uur rijden vanaf Meerdijk woont. Als Anton Julia belt keert ze terug en komt ze weer in de Rozenboom wonen. Als ze ziet hoe Bianca eraan toe is neemt ze haar mee uit. Sindsdien zijn Julia en Bianca goede vriendinnen.
Wanneer Tim trouwt met Sjors komt Julia terug naar Meerdijk om daarbij te zijn. Vanaf dan wordt de rol gespeeld door Wendy Brouwer, omdat Bolder er geen tijd voor had.
Wanneer Anton door het overlijden van Bianca weduwnaar wordt, wil hij zijn gemis opvullen met Julia en hij zoent haar. Julia houdt echter af, omdat ze weet dat Anton dit alleen doet omdat hij Bianca mist, en niet omdat hij denkt dat de twee samen een toekomst hebben.

## Femke Blok
Femke Blok blijkt de nacht voor het vrijgezellenfeest van Rik en Nuran met Rik naar bed te zijn geweest. Rik kon zich daar niets meer van herinneren, omdat hij die nacht dronken was.
Later komt Femke Rik tegen in De Koning, en ze besluit er te gaan werken om vaker bij Rik te zijn. Als hij duidelijk maakt haar niet te willen zien, verzint ze dat ze zwanger van hem is. Rik denkt echter dat er een kindje van hem in Femke groeit, en probeert haar te overtuigen een abortus te nemen. Als Rik Femke niet helpt, dreigt ze alles aan Nuran, Riks vriendin, te zeggen. Later breekt Rik met Femke, waardoor die helemaal doordraait en hem besluit te gaan stalken. Nadat hij het vuilnis bij Lorena's heeft buitengezet gaat Rik naar het bos, om Nuran te zoeken. Daar wil hij haar vertellen hoeveel hij van haar houdt, als Femke opeens tevoorschijn komt met een pistool in haar hand. Uiteindelijk trapt Rik Femke in het gezicht, waardoor ze neervalt en een bloedneus krijgt. Hij weet zichzelf en Nuran te bevrijden en pakt het pistool op, maar Femke staat op met het mes om hem neer te steken. Gelukkig weet Aysen (de zus van Nuran) tussenbeide te komen door Femke neer te schieten. Als Femke wordt verhoord door Rechercheur Menno Kuiper vertelt Femke waarom ze Rik en Nuran heeft vastgehouden en Menno komt erachter dat Rik de Jong de moordenaar is van Mike Brandt. Na het verhoor wordt Femke opgesloten in de gevangenis.
Haattweets en bedreigingen
Actrice Céline Purcell krijgt, omdat haar rol als Femke niet erg geliefd is bij de kijkers, regelmatig haattweets op Twitter en zelfs bedreigingen. Purcell zelf vindt het bijzonder dat mensen zich zo laten meeslepen door een serie en vindt het leuk om een keer de slechterik te mogen spelen.

## Frank van der Meer
Frank van der Meer zit achter Janine aan, hij is verliefd op haar. Frank helpt Janine, Sjors en Anton met het redden van het ziekenhuis waarvan Ludo een privékliniek van wil maken. Als Janine en Frank een relatie krijgen, kan Janine Ludo niet meer uit haar hoofd krijgen en ze besluit achter haar relatie een punt te zetten. Hierna verlaat Frank Meerdijk.

## Hans en Mia Kuiper
Hans en Mia Kuiper zijn de ouders van rechercheur Menno Kuiper. Als hun homoseksuele zoon gaat trouwen met Lucas Sanders, komen Hans en Mia naar Meerdijk voor de bruiloft. Als ze voor het eerst kennismaken met Lucas, en zijn moeder Janine Elschot, zijn ze verbaasd dat Lucas' vader er niet is. Lucas' vader Stefano Sanders zit voor werk in China en kan niet naar de bruiloft komen. Lucas heeft er moeite mee dat Menno's vader er wel zal zijn, en zijn eigen vader niet. Hans troost Lucas met de woorden "Deze vader heeft genoeg knuffels voor twee zoons". Op de bruiloft zijn de ouders van Menno ook aanwezig en in Dansatoria als het geluk van Menno en Lucas wordt gevierd waar onder andere de Backstreet Boys optreedt.
Na de kennismaking logeren Hans en Mia bij hun andere zoon Roel, tot de bruiloft van Menno.

## Roel Kuiper
Roel Kuiper woont in een dorpje dicht bij Meerdijk. Als zijn ouders Hans en Mia vanuit Spanje overkomen voor de bruiloft van Menno logeren ze vanaf 7 januari, de dag dat de ouders van de bruidegoms elkaar ontmoeten, bij hem. Hij helpt Menno met het plannen van zijn bruiloft en ontmoet dan ook voor het eerst zijn zwager Lucas.
Roel spreekt met Lucas' zus Nina Sanders af om de bruiloft te bespreken. Als zij weggaat, komt hij Bianca Brandt tegen. Ze praten wat en Roel geeft Bianca een lift naar huis. Eenmaal bij Bianca thuis praten ze nog wat. Wat Roel niet weet, is dat Bianca in scheiding met Anton Bouwhuis ligt, en dat zij het niet uit kan staan dat Anton nog bij Bianca woont. Als Anton thuiskomt, doet Bianca alsof ze een nieuwe liefde heeft en ze zoent Roel. Roel is ook op de bruiloft aanwezig van zijn broer Menno en hij is in Dansatoria om het geluk te vieren waar onder andere de Backstreet Boys optreedt.

## Willem Witteveen
Als Tim ruzie krijgt met Anton, loopt hij de zee in. Op dat moment vindt Willem hem en verzorgt hij hem in zijn huis. Willem probeert via Tim te achterhalen wat er is gebeurd. Tim legt uit dat zijn vader hem een mislukkeling vindt. Willem is dokter geweest en probeert Tim de beste zorg te geven. Tim vertelt aan Willem dat hij Bianca kan vinden in Lorena's om haar te vertellen waar Tim zit. Maar dan besluit Willem Bianca het niet te vertellen omdat hij denkt dat Tim even rust nodig heeft van alles en iedereen. Dan probeert Willem Tim een telefoon aan te bieden om zijn vader eindelijk te vertellen waar hij zit, maar Tim weigert op dat moment en wil zijn vader niet spreken. Anton wil toch dat de politie Tim gaat zoeken, en probeert hij te vertellen waarom Tim verdwenen is. Bianca beweert tegenover Aysen dat Anton Tim volledig heeft afgebrand en daarom hij is weg uit het huis van Bianca en Anton, maar Anton blijft dat ontkennen. Als Tim zich weer wat beter voelt, vertelt hij aan Willem dat hij weer op vrije voeten wil staan. Willem denkt niet dat het niet zo goed idee is en wil dat Tim nog even bij hem uitrust totdat hij zich weer wat sterker voelt. Toch wil Tim vertrekken maar dan wil Willem het nog wel goed afsluiten met een kopje soep. Na de soep die Tim heeft gegeten raakt hij toch moe en valt daarna in slaap. De politie leidt een onderzoek naar Tim. Als Aysen wat vragen heeft aan Willem over wat hij die avond gezien heeft, vertelt hij niet aan de politie dat Tim bij hem logeert. Anton krijgt te horen dat Willem een getuige is van de verdwijning van Tim en dat het waarschijnlijk te maken heeft met de speedboot van Ludo. Anton hoort van Ludo dat hij erachter is gekomen wie die getuige is. Als Anton dat hoort, besluit hij direct met Sjoerd naar Willem toe te gaan. Als Anton hem ondervraagt, gaat hij daar helemaal uit zijn dak. Anton probeert nog meer informatie te achterhalen, maar hij denkt dat Tim niet meer leeft.
Daarna wordt er een tijdlang niets van Willem vernomen, totdat hij een ontmoeting heeft met Sjors die bij het bewuste meer waar Tim voor het laatst gezien is afscheid probeert te nemen van Tim. Sjors besluit vaker naar dat meer te gaan, omdat ze Tim toch niet los kan laten. Opeens ziet ze de nog zwakke Tim die zelf even op pad is gegaan lopen in de verte. Ze probeert van alles om Tim aan te kunnen spreken, maar dit mislukt. Na verloop van tijd is Sjors er echter van overtuigd dat Willem meer weet over de verdwijning van Tim, en vertelt ze dit ook aan de familie Bouwhuis en de politie, maar zonder succes want niemand gelooft haar in eerste instantie. Ondertussen vraagt Willem aan Tim of het een idee is om iedereen en alles te verlaten en op reis te gaan naar Frankrijk. Tim stemt hiermee uiteindelijk in, omdat hij zich in de steek gelaten voelt door zijn familie en vrienden. Tim wil via geschreven brieven nog wel aan zijn geliefden laten weten hoe hij zich precies voelt, maar deze komen door Willems toedoen terecht in een vuurkorf. Bijna tegelijkertijd arriveren Sjors en Anton bij het huis van Willem. Anton wil Sjors in laten zien dat de slechte vermoedens van Sjors over Willem ongegrond zijn. Ze bellen aan, na een tijdje doet Willem open. Als Sjors en Anton even binnen willen kijken, weigert Willem dit eerst. Uiteindelijk laat hij ze toch binnen, maar hij heeft Tim vastgebonden, zijn mond met tape bedekt en hem in een dekenkist gestopt. Tim merkt dat Anton en Sjors in de kamer staan en wil alarm slaan, hij kan zich echter niet verstaanbaar maken door de tape. Sjors en Anton vertrekken weer met het idee dat Tim nooit meer terugkomt. Na een gesprek tussen Willem en Tim, maakt Tim duidelijk dat hij niet langer bij Willem wil blijven. Willem biedt zijn excuses aan en legt aan Tim uit waarom hij hem vastgehouden heeft. Willem vertelt Tim dat hij al jaren eenzaam is nadat zijn vrouw is overleden. Tim begrijpt waarom Willem dit heeft gedaan, waarop hij hem vergeeft. Willem besluit Tim weer vrij te laten en hem weer een nieuw leven op te bouwen. Op dat moment komt hij Sjors tegen.
Willem pakt zijn koffers en vertrekt ogenschijnlijk naar het buitenland, maar dan duikt hij ineens toch weer op in Meerdijk en zoekt Tim op. Als Tim Sjors niet kan bereiken, denkt hij al te weten wie hierachter zit. Willem vlucht naar een plek waar hij Sjors gevangenhoudt en komt ineens daar Tim tegen. Willem probeert Tim te overhalen nogmaals met hem mee te gaan naar Frankrijk. Tim belooft mee te gaan met Willem als hij vertelt waar hij Sjors gevangenhoudt. Bing doet een schokkende ontdekking en ziet Sjors. Tim komt erachter waar Willem Sjors vasthoudt en probeert haar te redden, maar Tim ziet dat Bing haar al gered heeft. Als gevolg van dit alles belandt Sjors in het ziekenhuis en wordt Willem aangehouden wegens poging tot moord.

## Milou Meijs
Milou Meijs is een ex-vriendin van Vincent Muller. Ze komt voor het eerst ter sprake in een gesprek tussen Vincent en Janine Elschot. Vincent vertelt dat het heel rot is uitgegaan, omdat Vincent vertrok uit zijn oude stad en niets meer van zich liet horen.
Als Maxime Sanders, Vincents moeder (waarvan Vincent niet op de hoogte is), het telefoonnummer van Milou in een fotoboek ziet staan, besluit ze haar te bellen, terwijl ze zich voordoet als een vriendin van Vincent, en te vragen of ze naar Meerdijk zou willen komen.
Enkele dagen na dit telefoontje arriveert Milou in Meerdijk, en ze zoekt direct Vincent op. Vincent is woedend op Janine, omdat hij ervan uitgaat dat zij Milou naar Meerdijk heeft gehaald. Vincent wil Milou meteen wegsturen, maar ze weet hem toch over te halen om samen iets te gaan drinken in de Rozenboom.
Naam
Milou Meijs is in werkelijkheid de naam van de winnares van de mobiele app Springlevend, die bij de zomercliff werd ingevoerd om GTST ook tijdens de zomerstop boeiend te houden. Een van de prijzen is dat haar naam in GTST voor zou komen.

## Paula Muller
Paula Muller is de stiefmoeder van Vincent Muller. Tot op heden wordt echter gedacht dat Paula de biologische moeder van Vincent is, alleen zijzelf, haar man, biologische moeder Maxime Sanders en haar beste vrienden Rik de Jong en Jef Alberts weten dat Paula niet de echte moeder van Vincent is.
Paula wilde graag moeder worden, maar kon zelf geen kinderen krijgen. Ze was stiekem dan ook blij toen ze hoorde dat Maxime zwanger was van haar man. Paula praatte Maxime aan dat ze niet voor het kind kon zorgen, en dat haar studie belangrijker was om vervolgens zelf de moederrol te kunnen vervullen. Ze kreeg Maxime zo ver dat ze Vincent officieel afstond aan Paula en Maxime verdween vervolgens uit hun leven.
Paula vindt het verschrikkelijk als ze in Meerdijk aankomt en vervolgens Maxime daar ziet. Nog erger vindt ze het dat Vincent een relatie heeft met zijn bloedverwante Nina Sanders. Een ruzie tussen Maxime en Paula volgt, en Paula besluit om te proberen Vincent uit Meerdijk te krijgen.
Paula wil Vincent meenemen naar haar woonplaats Genève, om hem daar zo te manipuleren dat hij Nina vergeet, maar Maxime kan dit niet aan en wil dat Paula hem het geluk met Nina gunt. Als Paula samen met Maxime in de lift zit, dreigt Maxime alles aan Vincent te zullen vertellen. Hierdoor krijgt Paula een hartaanval, met overlijden als gevolg.

## Thijs Kramer
Thijs Kramer is een advocaat die in Meerdijk woont. Hij komt pas in beeld als hij Lorena Gonzalez aanrijdt, wanneer zij in wilde paniek de straat oversteekt. Ze is in paniek, omdat ze gezocht wordt door handlangers van Ludo Sanders. Thijs volgt Lorena als ze in het ziekenhuis is, maar laat haar na haar ontslag los. Thijs bemiddelt als advocaat tussen Sanders Inc. en Veltman Media Groep, wanneer de twee bedrijven er niet uitkomen daarover, of ze samen verdergaan, of zullen scheiden. Thijs krijgt een relatie met Rikki de Jong en krijgt samen met haar een dochter Teddy waarmee Thijs wegvlucht naar Duitsland. Teddy wordt later bij Thijs vandaan gehaald en terug naar Rikki in Nederland gebracht, Thijs blijft sindsdien alleen in Duitsland.

## Leon Rinaldi
Leon Rinaldi is te zien in seizoen 25, waarin hij voor Ludo werkt en de zaken van Ludo's chantage onderzoekt. Als Ludo wordt gechanteerd stuurt hij Leon op deze zaak en wil dat hij diegene te pakken krijgt wie hierachter zit. Lorena en Bing zitten hierachter, maar daar komt Leon nog niet achter. Op de plek waar de geldoverdracht plaatsvindt, proberen Lorena en Bing te ontsnappen maar wordt dan achternagezeten door Leon en gooit Lorena het geld naar buiten vanuit de auto. Lorena wil meteen stoppen met deze chantage, maar Bing eist door te gaan. Leon krijgt de opdracht om precies uit te zoeken wie hierachter zit. Wanneer Nina en Vincent naar Israël gaan, lopen Nina en Lucas groot gevaar, waar ze niets van weten. Ludo waarschuwt Nina via telefoon en zo probeert Nina te ontsnappen en komt daar Lorena ineens tegen. Lorena legt alles uit aan Nina over de chantage van Ludo en hoopt het hiermee goed te maken. Op dat moment worden Nina en Lorena achternagezeten door een huurmoordenaar en het blijkt dat Veltman hierachter zit en wil dat Ludo verslag uitbrengt over de witwaspraktijken rondom VMG. Ludo stuurt direct Leon per vliegtuig naar Israël om uit te zoeken wat er aan de hand is. Lorena is getuige van een ernstig ongeluk van Nina als ze van een berg naar beneden valt. Deze huurmoordenaar ziet dit gebeuren en neemt vervolgens Lucas in gijzeling en krijgt Ludo hier een bericht van. Leon komt Vincent en Lorena opzoeken in het ziekenhuis en wil dat ze teruggaan naar Nederland. Ludo laat vervolgens Nina naar Nederland vervoeren om hier te herstellen. Ludo laat Leon nog steeds onderzoeken rondom de ontvoering van Lucas en wie hiermee te maken heeft. Een paar dagen blijkt Veltman hier niet achter te zitten want hij wordt dood gevonden op het bureau van Ludo. Ludo stuurt Leon naar Israël om Lucas te vinden.
Na langere tijd wordt duidelijk wie hier allemaal verantwoordelijk voor blijkt te zijn. De zoon van Ludo Nick Sanders blijkt Lucas te hebben ontvoerd en Veltman en Van Bergen te hebben omgelegd. Nick laat pas Lucas vrij als Ludo zich aangeeft en wordt veroordeeld tot moord. Ludo probeert tussentijds uit te zoeken waar Nick Lucas gevangen houdt en laat Leon dit uitzoeken. In de rechtszaal bekent Ludo moord van Veltman en alle witwaspraktijken. Nadat Ludo in de cel zit, heeft Leon en Janine Lucas op tijd weten te bevrijden. Leon vreest dat Nick heeft gewonnen en denkt dat Ludo levenslang in de cel blijft zitten. Ludo laat Leon een bom plaatsen onder de auto van Nick. Tijdens de explosie bedenkt Ludo zich en weet hij Nick nog net op tijd te bereiken en weet Nick nog net op tijd te vluchten en overleeft hij deze explosie. Ludo en Nick zijn tot het inzicht gekomen dat ze beter kunnen stoppen met wraakacties tegen elkaar te beginnen. Uiteindelijk draait Nick overal voor op en krijgt dan zijn celstraf.
Leon keert terug wanneer Ludo Sanders hem weer nodig heeft in de zaak met Bing Mauricius; eerst om hem weg te drijven bij Nina en daar Monica de Klein voor te gebruiken, en tijdens de slepende vechtscheiding om al zijn misstappen uit heden en verleden te noteren.
Ook als het niet goed gaat met Ludo's bedrijf Sanders Inc. komt Leon in beeld.
Leon maakt wederom zijn rentree in de serie als Martine Hafkamp uit een helikopter springt. Nina Sanders is hier getuige van.
Wanneer een hysterische Janine Elschot getuige is van Ludo's huwelijk met Billy De Palma, sleept Leon haar weg.
Wanneer Valentijn Sanders samen met Amelie Hendrix een vervalsing van 'Lord Kingsley' maakt voor Henk Visser, komt dit uit, Ludo geeft Leon opdracht de vervalsing van het doek op te halen bij Visser. Chantage met het grootste geheim van de familie Verduyn is onderdeel van deze opdracht. Na de vermeende dood van Ludo probeert diens concurrent Richard van Nooten Leon hem om te kopen teneinde het schilderij 'L'Absence' in handen te krijgen. Leon voert samen met Janine een toneelstukje op zodat het lijkt alsof hij wordt ontslagen wegens hoogverraad. Richard kijkt daar dwars doorheen en gaat na een drie uur durende gijzelingsactie weg met het schilderij, dat eveneens een vervalsing is. Als Ludo nog blijkt te leven gaat Leon met Janine naar het verlaten booreiland om Ludo op te halen en terug te brengen naar Meerdijk. Janine wil wraak nemen op Billy en Richard omdat ze Ludo zijn veilinghuis en zijn waardigheid hebben afgenomen; Leon helpt haar daarbij en samen sporen ze Richards ex Indra Kalkhoven op. Oud-fotomodel Indra is na de breuk met Richard als serveerster in een eetcafé gaan werken; Leon zorgt ervoor dat Indra ontslagen wordt wegens diefstal zodat ze wel moet meewerken aan het plan om Richards huwelijk met Billy te saboteren. Wanneer Richard en Indra samen zijn op een hotelkamer laat Leon een opname maken met een verborgen camera en deze naar Billy doorsturen zonder enige sporen naar Janine achter te laten. Als Ludo van Janine zelf te horen krijgt wat er zich achter zijn rug om heeft afgespeeld wordt Leon op staande voet ontslagen. Als de steun van Janine uitblijft zint Leon op wraak; net als bij Bing heeft hij ook de misdaden van Ludo genoteerd en klopt hij bij Richard aan met een vuistdik dossier. Richard krijgt nu een kans op wraak in de schoot geworpen, maar slaat het aanbod af zonder erbij te vertellen dat hij net vrede heeft gesloten met Ludo en Janine. Later besluit Richard alsnog in te gaan op het aanbod en samen komen ze tot een overeenkomst dat Richard de belastende informatie over kan kopen van Leon. Wanneer Leon op de afgesproken plek aankomt staat daar Billy in plaats van Richard. Leon wil vertrekken maar wordt dan door Billy met een beeld op zijn hoofd geslagen, wat tot zijn dood leidt.

## Reinier Veltman
Reinier Veltman is de baas van Veltman Media Groep, ook afgekort tot VMG. Sanders Inc. wil de samenwerking met VMG verbreken, maar VMG is daar tegen. Eerst komt advocaat Thijs Kramer in beeld om te bemiddelen tussen de twee bedrijven, en pas maanden nadat de naam Veltman voor het eerst te horen is komt hij pas werkelijk in beeld.
Veltman krijgt van Ludo Sanders te horen dat Sanders Inc. wordt gechanteerd, met gegevens van VMG. Om alles goed af te handelen wil Ludo breken met Veltman, maar Veltman wil dat VMG bij Sanders Inc. blijft aangesloten.
Nadat Nina in coma ligt en Lucas is ontvoerd, denkt Ludo dat Veltman het brein hierachter is. Wanneer Veltman echter dood wordt gevonden op Ludo's bureau, beseft Ludo dat de echte boosdoener Veltman enkel gebruikte om de aandacht van zichzelf af te leiden.

## Anna Brandt
Anna Brandt debuteerde op 31 oktober 2014 en wordt gespeeld door actrice Barbara Sloesen.
Anna woonde voor haar komst naar het plaatsje Meerdijk in Dubai. Ze is naar Nederland gekomen om haar familie op te zoeken: ze is de dochter van een neef van Bianca Bouwhuis en Mike Brandt.
Anna blijkt biseksueel te zijn als ze met Wiet een tijd een stel vormt.
Als Anna ontdekt dat ze zwanger is van Job Zonneveld, wil ze vluchten naar Dubai zodat Job niet te weten komt dat hij vader wordt. Ze neemt Sam Dekker in vertrouwen en vertelt haar over haar zwangerschap. Uiteindelijk vertrekt ze naar Dubai en ontmoet ze Job ook weer in deze stad.

## Alex de Boer
Alex de Boer is een collega van Aysen Baydar en werkt ook als Rechercheur. In het onderzoek naar de ontvoering van Lucas en het drogeren van Daryl helpt Alex naar het vinden van de daders. Tijdens de boxwedstrijd in Boks gaat Daryl ineens knock-out doordat hij is gedrogeerd. Thijs en Bing blijken hier verantwoordelijk voor te zijn, maar Aysen en Alex verdenken Noud. Alex ondervraagt Noud en dan gezien als hoofdverdachte en wordt een tijdje opgesloten in de cel. Na een aantal weken kunnen Aysen en Alex geen bewijzen vinden om Noud nog langer vast te houden. Uiteindelijk komen ze er niet achter dat Bing en Thijs de echte verantwoordelijken zijn en het onderzoek wordt afgesloten.
In de Recherchezaak rondom Ardil Baydar leidt Alex het onderzoek naar zijn dood. Aysen wil dolgraag meewerken aan het onderzoek, maar is al een aantal weken door hoofdinspecteur Groen geschorst. Als collega Alex onderzoek doet naar de dood van Ardil, komt hij erachter dat het geen ongeluk was, maar dat hij opzettelijk door het raam is geduwd. Aysen kan nergens anders meer aan denken en wil meewerken aan het onderzoek, maar wordt dan opnieuw aangesproken door inspecteur Groen. Alex wil alle getuigen spreken over de dood van Ardil en komt uit bij Wiet van Houten en Anna Brandt. Wiet en Anna ontkennen dat ze iets te maken hebben gehad met het drugs waar Ardil in was beland. Aysen gelooft geen barst van hun hele verhaal en wil verder onderzoek gaan doen en wijst Alex haar even erop dat hij dit onderzoek leidt, niet zij.
Alex komt weer in beeld als Sjoerd Bouwhuis is gearresteerd wegens schending van het straatverbod, kidnapping en het moedwillig in gevaar brengen van Teddy Kramer, de biologische dochter van Thijs en Rikki.
Ook bij de zaak van Hein Lisseberg zien we Alex. Samen met Aysen Baydar houdt hij de wacht bij het huis van Rik de Jong, omdat daar Janine Elschot aanwezig is. Wat Rik niet weet, is dat hij gebruikt door Janine. Ze slaapt bij hem om de volgende ochtend verkleed als Job Zonneveld weg te rijden op de scooter naar de plek waar ze met Hein die is ontsnapt heeft afgesproken. Janine stapt bij hem in de auto. Geblinddoekt komt ze aan in een huisje midden in het bos. Later blijkt dat ze spierverslappers in haar lichaam heeft. Een tijdje later komt Rik de Jong bij het huisje. Hij trapt de deur in om vervolgens Hein een paar klappen te geven. Niet veel later komt Ludo Sanders ook bij het huisje. Terwijl Rik Janine probeert te reanimeren wil Ludo van Hein weten wat er is gebeurd door hem in elkaar te slaan. Hein wordt in de boeien geslagen en Janine wordt naar het AZM gebracht.
Alex maakt zijn rentree als hij van zijn collega Aysen Baydar hoort dat zij samenwerkt met Rik de Jong om zo Jos Uylenburg, een ex-gevangene, er in te luizen. Jos ontvoerd Rik en Bing Mauricius naar het bos. Een vriend van Jos, Marco Rienstra, steekt BOKS in brand als heel bekend Meerdijk daar aanwezig is. Bij deze aanslag komt Maxime Sanders om het leven.
Enkele maanden later duikt hij weer op als hij ontdekt dat Kimberly Sanders slachtoffer is van een pornonetwerk. Ondanks dat Aysen Baydar inmiddels ontslagen is, vraagt hij haar om hulp.
Als Jan Maes om het leven is gebracht leidt Alex het onderzoek en daarmee keert hij wederom terug. Hierna verschijnt Alex meerdere malen voor andere politieonderzoeken en arrestaties.

## Daryl de Groot
Daryl de Groot komt samen met zijn vriendin Sacha naar Meerdijk. Daryl en Sacha hebben grote toekomstplannen en ze hebben samen een huis gekocht. Sacha is de zus van Thijs Kramer en ze komen tijdelijk in zijn huis logeren. Aan het gezicht van Thijs is te zien dat hij Daryl niet echt mag vanwege zijn verleden.
Daryl is bokser en wil altijd van iedereen winnen en treft daar Tim aan. Tim overtuigt Daryl ervan dat hij wel van hem kan winnen van boksen en daagt hem uit. Daryl en Tim sluiten een deal om een wedstrijd te boksen en daar wordt geld voor ingezet. Ondertussen komt Sacha Noud tegen en raakt hij meteen verliefd. Daryl kan het niet hebben als zijn vriendin met andere jongens omgaat en doet daar wat tegen. Sacha heeft ook gevoelens voor Noud en ze wil ook een relatie met hem. Uiteindelijk krijgt Daryl te horen van Sacha dat ze verliefd op hem is en een relatie met Noud wil. Daryl kan dit niet hebben en vliegt Noud aan en Noud slaat Daryl knockout voor zelfverdediging.
Bing en Thijs moeten ervoor zorgen dat tijdens de Bokswedstrijd Daryl gaat verliezen van Tim zodat ze geld kunnen verdienen. Bing is ondertussen de trainer van Daryl geworden en geeft hem spierverslappers zodat hij slecht gaat boksen op de wedstrijd en zodat Tim gaat winnen. Thijs vindt dat dit te langzaam duurt en geeft hem een hogere middel waardoor hij tijdens een gevecht tussen hem en Tim flauwvalt. Bing neemt de wedstrijd van Daryl over en gaat de wedstrijd aan tegen Tim. Nadat Bing de wedstrijd heeft gewonnen van Tim, beseft hij wel dat hij een hoge schuld moet betalen aan gokkers. Daryl hoort van het ziekenhuis dat er spierverslappers in zijn bloed zijn gevonden en verdenkt Noud hiervan en doet aangifte. Bing raakt gestrest als hij hoort van Thijs dat ze spierverslappers hebben gevonden in zijn bloed. Nadat Sacha voor Noud heeft gekozen vertrekt Daryl naar Japan.

## Sacha Kramer
Sacha Kramer is een personage in de Nederlandse soapserie Goede tijden, slechte tijden. De rol van Sacha Kramer werd vanaf 26 november 2014 tot en met 1 juli 2016 gespeeld door Gaby Blaaser.
Sacha komt bij haar grote broer Thijs Kramer in Meerdijk wonen. Een van de eerste Meerdijkers die ze ontmoet is Noud Alberts. Hij is zeer onder de indruk van Sacha en wordt al snel verliefd op haar. Sacha ontdekt dat zij ook sterke gevoelens heeft voor Noud en verbreekt de relatie met haar huidige vriend Daryl. Het ex-vriendje van Sacha, Daryl, is professioneel bokser en wil zijn relatie met Sacha nog niet opgeven. Wanneer iemand Daryl spierverslappers geeft, zak hij in elkaar. Daryl verdenkt direct Noud hiervan, omdat hij Sacha van hem wil afpakken. Later komt Sacha erachter dat Thijs Daryl heeft vergiftigd. Ze wil Thijs aangeven, maar hij overtuigt haar om dat niet te doen. Na een passievolle relatie verbreekt Noud de relatie met Sacha omdat zijn liefde voor Nina nog te sterk is en hij vertrekt naar Scandinavië. Sacha is diep teleurgesteld. Toch wordt ze goede vriendinnen met de rijke Nina Sanders. Ook bouwt Sacha een goede band op met Lucas Sanders. De band met Thijs is beschadigd en dit laat Sacha duidelijk merken.
Sacha komt met Lucas wel een aantal keer in de problemen. Bijvoorbeeld wanneer ze na het afscheidsfeestje van Vincent Muller samen wakker worden met een onbekende peuter die in de woonkamer rond rent. Sacha neemt de zorg voor de peuter zeer serieus en doet alsof het haar eigen kind is. Achteraf blijkt de peuter van Bing Mauricius en Monica de Klein te zijn. Monica Klein had wegens financiële problemen het kind bij Bing gedumpt, maar het kwam bij Sacha terecht.
Plotseling keert Noud terug uit Scandinavië. Sacha is verrast wanneer hij haar midden in café de Koning ten huwelijk vraagt. Uiteindelijk besluiten ze met elkaar te trouwen. Samen met beste vriendin Nina bereiden ze het aanstaande huwelijk voor. Naast Sacha en Noud besluiten ook Nina en Bing te trouwen. Met zijn vieren maken zij een bijzondere reis naar Thailand. Eenmaal daar beseffen Nina en Noud dat ze toch nog gevoelens voor elkaar hebben, maar besluiten hier niet aan toe te geven. Eenmaal terug in Meerdijk is het tijd voor de bruiloft van Nina en Bing. Sacha heeft als verrassing een liefdescaravan voor hen geregeld en van top tot teen versierd. Nadat Nina en Bing het ja-woord aan elkaar hebben gegeven, verklaart Noud de liefde aan Nina. Sacha hoort hen praten en rent huilend weg. Ze sluit zich per ongeluk op in de caravan, waar het slot al van kapot was, maar nog niet gerepareerd. Noud gaat haar achterna, maar kan haar nergens vinden. Wanneer Anna, Job, Sjoerd, Sam en Rover de liefdescaravan weg gaan brengen raakt de caravan los van de auto, aangezien er te hard gereden wordt en rijdt tegen een elektriciteitshuisje op. Wanneer de vijf daar naar toe rennen ligt Sacha daar bewusteloos in de caravan door de wilde rit, wat de vijf niet weten. Wanneer de vijf er bijna zijn, ontploft de caravan met Sacha erin en de vijf worden naar achter geblazen door de ontploffing. Sacha komt hierbij om het leven.

## Daphne van den Bosch
Daphne van den Bosch komt als eerste in beeld in het ziekenhuis en werkt samen met Anton Bouwhuis op een afdeling. Als Ludo onzeker wordt of Nina het wel zal overleven, komt Anton met een goed idee. Anton stelt aan Ludo voor om met zijn collega Daphne van den Bosch te praten over de toestand rond Nina. Daphne en Ludo maken een afspraak en bespreken de mogelijkheden. Ludo krijgt dan van Daphne te horen dat de kans heel klein is dat Nina er nog bovenop zal komen en moet Ludo een moeilijk besluit nemen waar hij nog over twijfelt. Ludo bespreekt dit echter niet met Janine. Als dit uiteindelijk uitkomt is Janine woedend op Ludo omdat hij dit voor haar verborgen heeft gehouden. Ludo bespreekt dan met Janine mogelijkheden wat betreft Nina's toestand.
Bianca denkt ondertussen dat Anton weer vreemdgaat met een andere vrouw. Bianca probeert dan Anton te betrappen samen met Daphne en loopt het uit tot een flinke ruzie. In de Rozenboom waar Anton en Daphne samen lunchen ontstaat een ruzie over het vreemdgaan van Anton. Bianca schreeuwt in het openbaar over het verleden van Anton zijn vreemdgaan. Anton ziet dat dit niet langer kan en hij wil dat Bianca stopt met haar werk. Later komen Anton en Bianca tot een besluit.
Ludo en Janine krijgen van Daphne te horen dat de kans dat Nina het zal overleven klein is. Janine denkt dat Ludo de behandeling wil stopzetten en houdt Ludo zoveel mogelijk uit de buurt van Nina. Als Ludo Nina wil gaan bezoeken loopt de ruzie totaal uit de hand, waardoor Ludo uithaalt naar Janine. Door de uitgelopen ruzie weet Janine niet meer wat ze moet doen, ze doet aangifte tegen Ludo zodat hij verder uit de buurt van Nina zal blijven. Daphne heeft gezien dat het een ongeluk was en dus heeft Janine een valse aanklacht ingediend tegen Ludo.
Na een aantal dagen krijgen Ludo en Janine van Daphne vanuit het ziekenhuis te horen dat het beter gaat met Nina, de kans dat ze zal overleven is toegenomen. Daphne wil Nina van de beademing af halen zodat gekeken kan worden of ze zelfstandig kan ademen. Onderling krijgen Ludo en Maxime ruzie over de beslissingen rondom Nina's herstel, Ludo wijst Maxime de deur. Ludo en Janine krijgen van Daphne te horen dat het nog dagen of zelfs maanden kan duren voordat Nina uit haar coma zal ontwijken.
Na een aantal weken krijgen Ludo en Janine toch te horen dat Nina uit haar coma zal ontwaken. Ze kunnen dit bijna niet geloven en brengen hun omgeving de hoogte. Ze krijgen van Daphne te horen dat Nina absoluut geen stress mag krijgen en ze moeten voorlopig alle heftige gebeurtenissen voor haar verborgen houden. Als Nina ineens uit haar coma ontwaakt, vraagt ze meteen waar Vincent is. Het blijkt dat Nina haar geheugen van de laatste uren kwijt is, waardoor ze denkt dat ze nog steeds een relatie met Vincent heeft. Vincent moet even de schijn ophouden omdat Nina nog erg zwak is om nu al met de waarheid te worden geconfronteerd. Nadat Nina naar huis mag, vertelt Vincent haar al in het ziekenhuis hoe het echt zit. Na haar thuiskomst blijkt dat haar hele familie op de hoogte was van de leugens. Hierdoor is Nina erg verdrietig, ze denkt dat ze alles kwijt is geraakt.

## Ardil Baydar
Ardil Baydar komt na een lange tijd zijn zusjes opzoeken in Meerdijk. Ardil weet via een kennis waar Aysen en Nuran wonen en zoekt ze daar op. Aan het gezicht van Aysen is te zien dat ze niet blij is om haar broer na een lange tijd weer te zien en negeert hem. Ardil brengt een bezoekje aan de Koning en heeft een goed gesprek met Jef Alberts. Ardil probeert via Jef informatie te krijgen over zijn zusjes en hij zoekt Aysen opnieuw op in Boks. Aysen vertelt hem duidelijk dat ze niet zit te wachten op een broer en ze wil dat hij vertrekt uit haar leven. Ardil krijgt ook te horen dat Nuran niet meer in Meerdijk woont, maar in Amerika om te revalideren.
In de Koning vertelt Ardil aan Bing dat Aysen vroeger in haar jeugd werd gepest met haar dikheid. Op dat moment komt Aysen binnen en hoort van Bing dat hij het weet over haar verleden. In Boks leeft Aysen zich helemaal uit op Ardil en ze slaat hem vervolgens in elkaar.
Na een aantal weken probeert Ardil alsnog zijn excuses aan te bieden aan Aysen, maar die worden compleet door haar genegeerd. Ardil besluit zich hierbij neer te leggen en loopt kwaad weg door tegen haar te zeggen: Jij bent mijn zus niet meer. Als blijkt dat Ardil Anna en Wiet helpt bij het vervoeren van drugs, komt Aysen hierachter. Op de plek waar Anna en Wiet zich bevinden, duikt Aysen ineens op en ze wil weten wat ze van plan zijn. Aysen verhoort Anna en Wiet en wil alleen maar de naam van haar broer horen zodat ze hem op kan pakken. Als Wiet haar mond voorbijpraat, weet Aysen hier flink gebruik van te maken om Ardil te kunnen arresteren. Er blijkt geen aanwijzing te zijn om Ardil langer vast te kunnen houden en hij gaat weer vrijuit. Ondertussen hadden Maxime en Ardil afgesproken in de Rozenboom, maar Maxime is kwaad dat Ardil niet is komen opdagen op het moment toen hij gearresteerd werd.
Omdat Wiet en Anna de drugslevering hebben verpest, moet Ardil dit goedmaken. Hij moet een koffer met vijf kilo cocaïne bewaren, totdat die weer opgehaald wordt. Hij geeft deze af bij Anna omdat hij vindt dat dit haar schuld is, maar Anna wordt thuis betrapt door Anton. Hij spoelt de drugs door de gootsteen, en zodoende kan Ardil de koffer niet teruggeven. Hiervoor wordt hij op de bruiloft van Sjors en Tim door een raam geduwd. Zijn maag scheurt hierbij, en de volgende dag overlijdt Ardil in het ziekenhuis. Vlak voordat hij sterft vergeeft Aysen hem alles, omdat zij dankzij Sjoerd in heeft gezien dat ze verder moest met haar leven.
In de afleveringen uitgezonden op vrijdag 29 mei en maandag 1 juni werd duidelijk dat niet hoofdverdachte Wiet, maar Bianca Bouwhuis Ardil uit het raam heeft gegooid. Volgens haar zou Ardil haar zoon te veel in het criminele circuit hebben getrokken, om hem eventueel weer te laten terugvallen in het gebruik van cocaïne. Ardil ontliep haar, maar Bianca was woedend en duwde hem uit het raam.
Op 8 januari 2016 keerde Ardil even terug als visioen van Maxime. Hij komt in beeld als geest in de autospiegel als Maxime erover denkt om Anton Bouwhuis aan te rijden.

## Henk Raad
Henk Raad verscheen in beeld nadat Rikki de Jong de auditie als zangeres heeft gewonnen. Nadat Rikki verder wil gaan als top zangeres, heeft ze een manager nodig die haar helpt met beslissingen te nemen en wordt dat uiteindelijk Thijs Kramer. Thijs en Rikki maken een afspraak met Henk Raad om een datum te prikken zodat Rikki kan zingen met een zaal vol mensen. Henk heeft daarvoor de perfecte locatie gevonden, maar dit vindt Rikki geen goede plek en stelt de plek voor in BOKS. Henk denkt hier veel anders over en wil dat ze gaat zingen op de afgesproken locatie. Nadat Rikki bijna het contract wil afzeggen, probeert Thijs de laatste kans om Henk over te halen om haar te laten zingen in BOKS. De manieren van Thijs lijken te werken en dus zingt Rikki die avond vol met mensen in BOKS. Rikki heeft Bram ook meegenomen en willen Thijs en Henk niet dat Rikki vertelt dat Bram haar zoon is. Hierover krijgen Rikki en Henk weer een meningsverschil wat uitloopt in een soort van conflict. Rikki moet dan een moeilijke beslissing nemen en moet vertellen dat Bram haar kleine neefje is.
Na het optreden is het publiek enorm enthousiast over het zangtalent van Rikki en krijgt de complimenten van Henk Raad. Intussen is Thijs druk bezig met alweer nieuwe plannen maken zodat Rikki weer op een andere locatie kan optreden. Henk Raad is sinds de laatste optreden niet meer verschenen in beeld en blijft op de achtergrond in contact via de telefoon met Thijs.
Wanneer Rikki de Jong opeens wil stoppen met haar carrière, eist Henk Raad een schadevergoeding van haar en krijgt ze ook nog eens gezeur met haar manager Thijs Kramer. Rikki moet binnen zoveel dagen het geld overdragen aan Henk Raad en ze probeert met hem in contact te komen. In De Koning biedt Rikki nogmaals haar excuses aan in de hoop betaling te kunnen voorkomen, maar daar gaat Henk niet zomaar mee akkoord; hij is nog steeds boos op haar. Rikki hoopt dat Sjors haar kan helpen.

## Rox Kroon
Rox Kroon kwam als eerste in beeld nadat ze Ardil Baydar weer tegen komt na een aantal jaar en wilde dat hij iets voor haar bewaarde. Ardil legt Rox dan uit dat hij zich niet meer bezighoudt met de drugswereld waar Rox nog steeds in zit en ze wildat hij een koffertje vol met drugs voor haar bewaart. In eerste instantie neemt hij dit koffertje niet aan maar hoort dan van Rox dat hij geen keuze heeft en dreigt met de politie. Door Wiet en Anna is Ardil in deze positie gekomen doordat hun een drugspakketje hadden vervoerd naar de plek van hun opdrachtgever. Ardil heeft dan geen keuze om de drugs te bewaren voor Rox en gaat hiermee naar Anna. Ardil en Anna krijgen hier een flinke ruzie over en weten niet wat ze moeten doen met de drugs en Anna overweegt eerst om naar de politie te gaan. Uiteindelijk neemt Anna de drugs mee naar Huize Bouwhuis en verstopt dat koffertje daar en komt Anton erachter dat Anna drugs bewaart in dat koffertje. Anton denkt hier volledig niet bij na en spoelt de drugs door de gootsteen. Op de plek waar Ardil en Rox afspreken, wil ze de drugs terug waar Ardil op moest letten en dan komt ze erachter dat hij de drugs niet bij zich heeft. Geruchten rondom Meerdijk gaan dat Rox Ardil door het raam heeft geduwd en daarbij aan zijn eind gekomen is.
Aysen is nog steeds geschorst en wil niets liever dan meewerken aan het rechercheonderzoek naar de dood van haar broer Ardil. Zelfs na de begrafenis is Aysen alleen maar gefocust in het onderzoek naar de dood van Ardil en wordt op haar vingers gewezen door hoofdinspecteur Groen. Alex zet hierdoor zijn baan op het spel door Aysen nogmaals uit te leggen dat hij het onderzoek leidt en dat zei zich erbuiten moet houden. Wiet en Anna zijn helemaal gestrest en zijn bang om ook vermoord te worden als ze het koffertje niet wil teruggeven aan Rox. Anna krijgt die dag bezoek van Aysen en vertelt ze het hele verhaal rondom de drugs aan Aysen. Samen met Alex en Aysen hebben ze een plan bedacht om Rox uit de tent te lokken zodat ze haar kunnen oppakken. In een loods spreken Anna en Rox af zodat Anna haar kan ondervragen of ze daadwerkelijk Ardil heeft geduwd. Anna is in paniek als Rox ineens een vuurwapen heeft gericht op Anna en grijpen Aysen en Alex in wanneer Rox van plan is te vertrekken. Op het nippertje weten Aysen en Alex Rox te arresteren en verhoren ze haar op het politiebureau. Het blijkt dat Rox een alibi had op de dag toen Ardil werd vermoord en kan alleen worden opgepakt wegens drugs en wapenbezit. Uiteindelijk bleek Bianca Bouwhuis schuldig te zijn aan de dood van Ardil.

## Loek Grave
Loek Grave is een zakenpartner van Ludo Sanders. Hij verschijnt voor het eerst in beeld nadat Ludo een nieuwe app laat lanceren om deze beter te draaien dan XSelfie. Vincent is het er totaal niet mee eens dat Ludo een nieuwe app heeft lanceren wat lijkt op XSelfie en gaat meteen bij Ludo langs. Ludo heeft Vincent en Lucas al eerder aangeboden om hun nieuwe app onder te brengen bij het bedrijf Sanders Inc., maar hebben dat afgewezen nadat Vincent dit geen goed idee vond. Volgens Vincent heeft Ludo dit gedaan om hun dwars te zitten en om zijn app beter te laten draaien dan XSelfie. Als snel blijkt dat de nieuwe app van Ludo beter lijkt te draaien dan XSelfie en krijgen Vincent en Lucas een goed idee om Ludo dwars te zitten. Alle mensen moeten een selfie maken samen met op de foto Ludo Sanders. Maxime is ondertussen al snel bezig met een beter plan om Ludo zijn app te laten hacken en huurt daar iemand voor in. Ludo weet dan meteen dat Vincent en Lucas daarmee te maken hebben en wil dat Loek Grave dit uit gaat zoeken. Na deze strijd is Ludo woest en wil wraak nemen door zijn app nog beter te laten draaien. Lucas heeft informatie opgezocht over Loek Graven en is te weten gekomen dat hij op mannen valt. Maxime en Vincent bedenken een nog beter plan om Ludo zijn app onderuit te halen. Maxime en Vincent bereiden een plan voor om Loek Grave te chanteren, zodat hij zich niet meer langer bezighoudt met de app van Sanders.
Wanneer Maxime en Vincent denken dat ze Loek hebben omgepraat, gaat hij direct de volgende dag langs bij zijn zakenpartner Ludo Sanders en wil de samenwerking tussen hen beëindigen. Hiervoor wil Ludo een verklaring maar kan Loek Grave deze niet aan hem geven en vertrekt uit huize Sanders. Ludo weet honderd procent zeker dat Maxime en Vincent hierachter zitten en brengt dan een bezoekje aan de Rozenboom waar ze met z'n tweeën zitten te eten. Hij probeert Vincent te overtuigen zijn samenwerking met Maxime te beëindigen.

## Manu Mauricius
Wanneer Bing Mauricius een draagmoeder zoekt zonder relatie, loopt hij Monica de Klein tegen het lijf. Uiteindelijk wordt Monica zwanger van Bing, maar zijn jaloerse ex Aysen Baydar is het daar niet mee eens. Ze eist dat Monika abortus laat plegen. Ze geeft Monica pillen die voor een miskraam zouden zorgen. Monica neemt de pillen echter niet in, terwijl Aysen denkt van wel. Ze vertelt Bing alsnog dat ze een miskraam heeft gehad. Hij geeft haar een duw waardoor ze gewond raakt aan haar arm. Monica verlaat Meerdijk, terwijl ze nog zwanger is.
Wanneer het kind Manu al een jaar of twee oud is komt Monica terug naar Meerdijk. Ze geeft het kind aan de dronken Lucas Sanders en Sacha Kramer, maar die weten de volgende ochtend al niet meer wat het kind bij hen doet en van wie hij is. Monica had ze vertelt dat ze het niet meer aankon en ze hoopte dat Lucas en Sacha goed voor het kind zouden zorgen.
Manu is aanwezig bij de bruiloft van Bing en Nina en tijdens het Sinterklaasfeest in BOKS.
Als Bing in het ziekenhuis ligt omdat hij in zijn hoofd is geschoten, komt Manu bij hem op bezoek. Na zijn herstel neemt Bing de zorg voor Manu op zich. Het gezin wordt compleet gemaakt door Nola en Max-Ravi maar dreigt uiteen te vallen wanneer Bing en Nina in een vechtscheiding verwikkeld raken. Door een wegloopactie weten de kinderen hun ouders weer op één lijn te krijgen. 

## Zeger Philip van Zuylen-de Larrey
Zegers oma is overleden en laat een landgoed in Ierland na. Zeger wil daar een sprookjesleven leiden als prins in een kasteel, maar heeft daar ruzie over met zijn ouders omdat het landgoed rechtmatig in hun eigendom is en zij willen dat hun zoon een realistische levensweg bedenkt.
Zeger doet aan internetdating en komt zo uit bij Wiet van Houten, die na haar breuk met Anna Brandt zich stort op internetdaten. Zeger neemt haar mee in een luchtballon, en hoopt dat zij zijn prinses kan zijn. Wiet was echter dronken na het afscheidsfeest van Vincent Muller en kan zich niets van haar date herinneren wanneer ze hoog in de lucht in de luchtballon wakker wordt.
Een paar dagen later komen Zeger en Wiet elkaar nogmaals tegen en vinden elkaar direct leuk en beginnen samen een relatie met elkaar. Anna Brandt, de ex van Wiet is dan meteen jaloers en probeert Wiet duidelijk te maken dat Zeger niet spoort. Het verleden van Zeger komt al snel boven water nadat Thijs Kramer, de advocaat van Zeger erachter kwam dat Zeger een stoornis heeft en daar een behandeling voor heeft gehad. Thijs houdt dit wekenlang geheim en stoort zich alleen maar op de plannen om Zeger het huis te krijgen van zijn grootmoeder die is overleden.
Nadat Laura, Anna hem in de weg blijven lopen, besluit hij Laura en Anna op te sluiten op een verborgen plek. Laura wordt in een put gedumpt en Anna neemt hij mee naar Ierland en sluit haar op in een bunker. Zeger wil het sprookje tussen hem en Wiet waarmaken in Ierland en gelukkig met haar worden op deze plek in dit land. Echter weet Wiet niet dat Anna is opgesloten in een bunker. Op het landhuis bevindt zich ook een toren waar Wiet Zeger heeft gezworen niet naar binnen te gaan, maar Wiet kon dit niet laten en besloot toen een kijkje te gaan nemen. Wiet wordt vervolgens betrapt door Zeger en kan hij haar niet meer vertrouwen en spreekt hardop uit dat Wiet dood moet. Als de bliksem vlucht Wiet het landhuis uit en wordt vervolgens gegrepen door Zeger en belanden vervolgens op de klif. Lucas en Tim vinden Anna in een bunker en bevrijden haar vervolgens en gaan ook naar de klif waar Zeger dreigt Wiet van af te duwen. Tijdens een conflict weet Wiet haar los te wringen van Zeger en grijpt vervolgens Anna. Wiet is eerlijk tegenover Zeger dat ze niet meer verliefd is op Zeger, maar op Anna. Zeger kan dit niet meer aan en hij besluit om van de klif te springen, waarbij hij waarschijnlijk aan zijn einde komt.

## Ico Smit
Ico Smit kwam voor het eerst in beeld in Sapsalon en kreeg een band met Linda Dekker. Rover vond dat Ico niet de juiste man was voor haar moeder en dus besloot hij rare opmerkingen te maken om hem uit de buurt van Linda te houden. Nadat Linda terugkwam van het toilet was Ico ineens verdwenen en had ze de indruk dat hij haar niet leuk genoeg vond.
Dagen later ontmoeten Linda en Ico elkaar opnieuw en wilde Linda weten waarom Ico ineens was weggegaan die ene keer in Sapsalon. Ico vertelt haar dat Rover hierachter zat en besloot Linda een gesprek aan te gaan met haar zoon om te horen wat hij gezegd heeft over haar. Op een avondje besloten Ico en Linda nog iets te gaan eten in de Rozenboom waarbij hij vertelde over zijn carrière. Nadat Linda steeds naar het gesprek van Anton zat te kijken in plaats van het luisteren naar Ico, besloot hij weg te gaan omdat hij zich gekwetst voelde omdat Linda niet naar zijn verhaal luisterde. Hij verliet de Rozenboom.

## Alexander Distelveld
Alexander Distelveld is een witteboordencrimineel en Sjors Langeveld wilde meer over hem te weten te komen om zo Thijs Kramer terug te kunnen pakken. In de Rozenboom ontmoette ze elkaar toevallig waarbij Sjors expres een glas met drinken over zichzelf heen gooide en gaf Alexander daar de schuld van. Daardoor kwamen ze in contact waarbij Sjors meer wilde weten over de zaken waar hij in zit. Sjors krijgt dan te horen dat hij een advocaat nodig heeft en Sjors wil ervoor zorgen dat Thijs zijn advocaat wordt. Alexander besluit Sjors niet meer te vertellen in het restaurant maar op zijn hotelkamer. Op zijn kamer denkt Alexander dat Sjors verliefd op hem is geworden en doet Alexander een poging om haar te zoenen. Sjors beseft later dat hij ook nog eens gevaarlijk blijkt te zijn en wil daarom in Boks met hem afspreken. Nadat Sjors Boks heeft verlaten, komen Alexander en Thijs in aanmerking tot een gesprek.
Sjors wil nog meer te weten komen over Alexander en blijft aan hem plakken totdat hij alles over zichzelf heeft verteld. Voor de tweede keer belandden ze op zijn hotelkamer en speelt Sjors een vies spelletje met hem, wanneer hij denkt dat Sjors hem echt leuk vindt. Als Alexander naar beneden gaat om een fles champagne te halen, haalt Sjors alles over hoop om aanwijzingen te vinden over het werk dat hij doet. Alexander heeft een blinde vlek hiervoor en wil Sjors voor hem alleen.

## Sophie Enkelaar
Sophie Enkelaar is de pro-Deoadvocaat van Anton Bouwhuis. Sophie helpt Anton in de zaak tegen Maxime Sanders en willen ervoor zorgen dat Anton de Sapsalon en zijn huis terug gaat krijgen. Anton weet zelf al dat hij vrij weinig kans heeft omdat Maxime het spel slim heeft aangepakt waardoor Anton waarschijnlijk geen poot heeft om op te staan. Maxime haar strijd houdt niet op en gaat steeds meer plannen bedenken om Anton zijn leven te verwoesten.
Advocaat Enkelaar heeft getuigen en bewijzen nodig om Anton te kunnen helpen. Als Anton dakloos is geraakt na deze ellende, wordt hij door Sjoerd opgevangen in Toko waar hij voorlopig kan intrekken, maar ook dit pand is van Maxime Sanders en komt ze er al snel genoeg achter dat Anton hier verblijft. Ze wil hem dan ook uit Toko laten vertrekken, maar dan komt Nina Sanders voor hem op en wil ze Maxime duidelijk maken dat hij anders geen plek heeft om te slapen.
Maxime is ondertussen al druk bezig met plannen uit te voeren om Sapsalon te verbouwen, maar wordt dan tegengehouden door Laura Selmhorst. Laura verbiedt Maxime om Sapsalon te verbouwen naar een kunstgalerie, maar Maxime laat zich niet door haar tegenhouden. Laura is niet van plan om Maxime haar plan door te laten gaan en licht Anton hierover in. Anton heeft zijn advocaat naar Sapsalon gestuurd en zorgt Enkelaar ervoor dat Maxime geen verbouwingsplannen mag voortzetten voordat de rechter officieel uitspraak heeft gedaan. In het nieuwe jaar vindt de rechtszaak plaats. Tijdens de rechtszaak biecht Linda Dekker op dat zij Maxime geholpen heeft om Anton kapot te maken. Anton is woest op Linda.

## Joop Driessen
Joop Driessen is de rechterhand van Ludo Sanders. Hij verschijnt in beeld nadat Bing Mauricius van Ludo een opdracht heeft gekregen om Cloudbust binnen te krijgen, maar dan draagt hij deze zaak over aan Joop Driessen. Bing ziet in De Rozenboom dat zijn collega Joop het van hem heeft overgenomen om Cloudbust binnen te krijgen. Bing is het hier totaal niet mee eens en gaat met een woest gezicht naar Ludo in het ziekenhuis. Ludo vertelt Bing dat het zijn zaak niet meer is om Cloudbust binnen te krijgen, omdat hij geen controle erover heeft. Bing gaat dan achter Ludo zijn rug om met Joop Driessen praten en zet hem daarbij onder druk door hem alsnog deze zaak te laten doen. Ondertussen wil Nina weten van haar vader waarom Bing deze zaak niet meer mag doen. Nina weet Ludo over te halen om Bing uiteindelijk toch nog een kans te geven, maar Bing heeft ondertussen zelf al geregeld dat Joop hem deze zaak laat doen.

## Teddy Kramer
Rikki de Jong komt erachter dat ze ongewenst zwanger is van Sjoerd Bouwhuis na het afscheidsfeest van Vincent Muller. Sjoerd heeft op dat moment een relatie met Aysen Baydar die ook zwanger is. Om het makkelijker te maken doen Sjoerd en Rikki alsof Thijs Kramer de vader is. Rikki heeft een tijdje een relatie met hem gehad, dus dat klonk voor hun wel goed. Als Thijs een babyshower organiseert, nodigt hij ook Sjoerd Bouwhuis uit. Tijdens de babyshower gaat Teddy opeens huilen. Thijs vindt dat niemand aan haar mag komen omdat ze vanzelf wel weer stopt met huilen, maar als Thijs even niet in de kamer is, pak Sjoerd de kleine hummel toch op. Thijs ziet dit en Sjoerd is niet meer welkom in zijn huis.
Een jaar later wordt Teddy ernstig ziek, en vanwege de mogelijkheid dat het een erfelijke aandoening is besluiten Rikki en Sjoerd op te biechten dat Teddy van Sjoerd is, en niet van Thijs. Thijs kan het moeilijk geloven en laat een vaderschapstest uitvoeren, waaruit echter blijkt dat Thijs werkelijk de biologische vader van Teddy is. Teddy verdwijnt uit beeld wanneer Thijs besluit te vertrekken uit Meerdijk, en zijn dochter meeneemt.
Sjoerd heeft weken lang gezocht naar Teddy en Thijs. En op 2 mei komen Sjoerd en Teddy samen terug in Meerdijk.

## Glenn Kempenaar
Glenn Kempenaar is de trainer van Sam Dekker. Sam raakt met Glenn in contact om over haar sportcarrière te praten. Glenn wil Sam uitnodigen voor een conditietest op het sportveld. Door de problemen thuis in strijd met Anton en Rover, vergeet Sam dat ze op deze dag haar conditietest heeft en komt hierdoor veel te laat aan op het veld. Glenn wil in eerste instantie Sam diskwalificeren omdat volgens hem sporten losstaat van privézaken, maar geeft haar uiteindelijk nog een kans om deze test alsnog te doen. Doordat Sam te veel aan haar hoofd heeft, haalt ze deze test niet. Linda probeert Glenn over te halen om een herkansing en legt hem uit over de problemen thuis, maar Glenn twijfelt of hij Sam nog een kans wil geven. Linda geeft Sam te veel hoop voor een herkansing door te zeggen dat Glenn er nog over na wil denken terwijl eigenlijk al zeker is dat Sam geen herkansing zal krijgen.

## Maurits van Dalen
Maurits van Dalen neemt de taak van leiding over nadat hij gehoord heeft van Joop Driessen dat Ludo problemen heeft met zijn nieren. Maurits wordt daarom ingeschakeld om de volledige leiding over te nemen van Ludo en dat vanaf nu hij de voorlopige beslissingen neemt over Sanders Inc. Destijds had Ludo Bing al ingehuurd om voor hem te werken en samen Cloudbust binnen te halen samen met Joop Driessen. Joop en Bing zien elkaar niet zitten en gaan allebei hun eigen gang inplaats van samen te werken. Nadat Bing Joop bedreigd, gaat Joop met zijn verhaal naar Ludo. Bing wordt door Ludo van Cloudbust afgehaald, maar daar laat Bing het niet zomaar bijzitten en zorgt ervoor dat Joop, Bing de opdracht laat doen. Maurits krijgt van Joop te horen dat Bing niet goed functioneert binnen het bedrijf en gaat met Ludo, Bing en Joop aan tafel. Bing heeft bewijs dat Joop de cijfers van Sander inc. heeft bewerkt en wordt vervolgens door Ludo ontslagen. Bing geniet ervan dat Joop is ontslagen en vertelt Ludo dat hij de cijfers heeft bewerkt door hem te helpen.

## Elise Kil
Elise Kil is eigenaresse van Vindie. Elise raakt in contact met Sanders Inc. en wil zaken doen. Ludo gaat samen met Bing een gesprek aan met Elise om te praten over een zakendeal. Elise is het er niet mee eens met de voorstellen van Ludo en Bing en komt zelf met een ander voorstel. Bing kan het niet hebben dat Elise de deal van hen niet accepteert en probeert dit op te lossen door zelf een gesprek met haar aan te gaan. Elise is bereid het voorstel te accepteren door in ruil met Bing naar bed te gaan. Allereerst weigert Bing dit en raakt met Elise in conflict. In de Rozenboom stappen Bing en Elise samen in de lift en verleidt Elise Bing. Bing wil niet dat zijn relatie tussen hem en Nina hierdoor kapot gaat en weigert nogmaals Elise haar voorstel. Elise neemt vervolgens wraak op Bing door hem te drogeren en te doen alsof ze een one-night-stand hebben gehad en gaat Elise stoken tussen Bing en Nina. In de Rozenboom raken Elise en Nina in een bitchfight dat gaat over Bing.

## Malena Blanco
Malena Blanco is het nichtje van de huishoudster van Ludo Sanders. Malena komt haar vervangen doordat ze een ongelukje heeft gehad en raakt vrij snel verliefd op Ludo. Malena maakt Ludo snel duidelijk dat ze een relatie met hem wil, maar Ludo weigert dit in eerste instantie. Ludo wil een afspraak maken met Malena om elkaar zo min mogelijk in het huis te zien op dezelfde plekken, omdat Ludo stiekem zijn gevoelens niet wil waarmaken. Langzamerhand groeien Malena en Ludo toch naar elkaar toe en willen het samen proberen. Nina ziet het ook wel zitten de relatie van Ludo, omdat Malena voor Nina af en toe op Nola wil passen en haar helpt bij haar ontwerpen. Als Janine Elschot op het punt staat te vertrekken naar het buitenland, wordt ze op het vliegveld door Ludo tegengehouden en bekend haar dat hij opnieuw een relatie met haar wil aangaan. Janine gaat in op dit antwoord en vinden elkaar opnieuw terug. In Huize Sanders ziet Malena voor haar dat Ludo en Janine weer samen zijn en wordt ze bot genegeerd door Ludo. Malena geeft niet op en probeert via Nina een baan te krijgen binnen de mode als assistent. Malena helpt Nina bij het organiseren van een modeshow en assisteert haar daarbij dat alles goed verloopt. In de Rozenboom komen Ludo, Janine en Malena elkaar tegen en krijgt Ludo onverwachts te horen dat Malena voor Nina werkt. Janine bleek dit al eerder te weten van Nina en Ludo denkt dat Malena een plannetje heeft en vertrouwt haar niet. Later krijgt ze een relatie met Marcus Sanders. Kimberley vertrouwt haar ook niet. In de Rozenboom krijgt Malena een mysterieus telefoontje dat gaat over een plan om Ludo buiten spel te zetten. Ze krijgt de opdracht om de ID kaarten van Bing en Marcus te stelen en te vervalsen. Als ze wil stoppen wordt ze vervolgens aangereden en komt in het ziekenhuis terecht. Later worden er nog twee moordaanslagen gepleegd in het ziekenhuis, die ze op het nippertje overleefd. Ludo komt er achter dat Malena haar tante onder druk heeft gezet om het werk van haar over te nemen. Later als ze uit haar coma ontwaakt biecht ze op te werken voor Maddy Everest, die haar in het verleden van haar boze ex heeft gered en er iets voor terug wilde. Ze slaat vervolgens met Marcus op de vlucht nadat Maxime haar het land heeft uitgestuurd. Uiteindelijk blijkt Maddy Everest Martine Hafkamp te zijn die Ludo wil ruïneren. Na maanden keert ze samen met Marcus terug en biecht ook haar andere misstappen op. Niet lang daarna vertrekt ze met Marcus naar Australië.

## Joris Helmers
Joris Helmers is de opdrachtgever van Nina Sanders. Nina raakt in de Rozenboom voor het eerst in contact met Joris Helmers en krijgt van hem een kans om haar schetsen te tonen. Tijdens het gesprek raakt Nina geëmotioneerd om de dood van Sacha Kramer, die ideeën bedacht. Joris krijgt meteen zijn twijfels omdat hij niet zeker weet of Nina dit momenteel aankan om deze opdracht te doen. Nina is er zelf zeker van dat ze het kan en wil, maar krijgt helaas een kans van Joris. Bing haalt Nina over om niet op te geven en het nogmaals te proberen door contact op te nemen met Joris voor een tweede afspraak. Na een goed gesprek, besluit Joris Nina toch deze opdracht aan haar te geven en geeft haar weinig tijd. Nina raakt gestrest en denkt dit niet te kunnen halen binnen de tijd die Joris haar heeft gegeven. Bing biedt zijn hulp aan om haar volledig bij te staan. Nina heeft nog een model nodig, maar weet even niet wie ze daarvoor kan vragen en biedt Anna Brandt zichzelf aan. Uiteindelijk is het Nina gelukt om haar ontwerpen op tijd af te krijgen en een model te regelen binnen de tijd en wordt ze beoordeeld door Joris. Joris is erg enthousiast en wil Nina de opdracht geven voor een modeshow. Nina is hier erg blij mee, maar is ook erg gestrest doordat ze alles alleen moet doen en daarom biedt Malena haar hulp aan.
Samen met Bing en Malena lukt het Nina de opdracht uit te voeren en modellen te regelen voor haar modeshow. Tijdens het oefenen op de dag van de modeshow, voelt een van Nina haar modellen zich niet lekker en valt zelfs flauw. Nina denkt meteen dat alles mis loopt, maar komt snel op een idee om dit op te lossen. Ze regelt Janine als model en oefent nogmaals met haar modellen voordat de modeshow begint. Nadat Nina haar modeshow heeft gepresenteerd, is Joris erg onder de indruk van Nina en wordt zelfs gefeliciteerd door het publiek.

## Nico Versteeg
Nico Versteeg raakt in contact met Noud Alberts nadat hij een bewijs heeft gevonden van Sacha Kramer, dat ze hem regelmatig heeft geholpen. Nico zwerft al een aantal jaren op straat nadat hij zijn bedrijf en gezin in kwijtgeraakt. Noud wil Nico helpen, net zoals Sacha hem die maanden heeft geholpen en biedt hem een slaapplek aan in Toko. Allereerst wil Nico niets met Noud te maken hebben omdat Nico niet weet of hij hem kan vertrouwen. Noud gaat meteen beginnen over zijn kinderen, waarop Nico heftig reageert om niet te bemoeien met zijn leven. Een tweede gesprek ziet Nico wel in dat Noud het beste voor hem wil en bereid is om hem een slaapplek te gunnen waar hij onderdak heeft. Noud begint nogmaals over zijn kinderen en wil hem in contact met hen brengen. Nico weigert hem om dit te doen omdat er volgens hem te veel is gebeurd, waardoor het niet meer goed kan komen. Noud geeft niet op en zoekt contact met Iris Broekhuizen, de dochter van Nico. Tijdens een gesprek met Iris vertelt ze hem duidelijk dat ze niets meer te maken wil hebben met Nico. Volgens Iris is Nico haar hele leven niet voor haar geweest en heeft hij alleen maar aan zichzelf gedacht. Noud weet een gesprek te regelen tussen Nico en Iris in Toko. Het gesprek begint goed, tot wanneer Nico over zichzelf gaat beginnen en Iris dit niet wil aanhoren. Nico wil dat Noud het hierbij laat zitten en gaat de straat weer op. Noud wil het nogmaals proberen om Nico en Iris bij elkaar te roepen tot een tweede gesprek aan te gaan. Sjoerd en Aysen zien hoe Noud geobsedeerd is door het feit Nico en Iris bij elkaar te krijgen en kiest dit boven zijn eigen gezondheid. Noud weet uiteindelijk te accepteren dat het niet meer goed komt tussen Nico en Iris.

## Olivier Lievens
Olivier Lievens wordt aangenomen door Bing Mauricius in Boks nadat hij Anna Brandt heeft ontslagen als Manager. Anna is al een aantal maanden haar verdriet aan het wegdrinken, tot als gevolg dat ze haar baan is kwijtgeraakt. Olivier zal de taken van Anna overnemen en raakt in gesprek met Sam Dekker. Sam kan het niet hebben dat iedereen haar aankijkt alsof ze zielig is omdat ze in een rolstoel zit en valt uit naar Olivier. Olivier laat zich niet zomaar wegsturen en brengt Sam op andere gedachte door haar te zeggen zich niet aan te trekken van wat mensen over haar vinden. Rik ziet dat Sam Olivier wel leuk vindt, maar Sam ontkent dat.
Als Anna een modeshow gaat lopen voor Nina, worden Job, Sjoerd, Rover en Sam uitgenodigd om te kijken naar de modeshow. Sam schaamt zich ervoor als ze met haar rolstoel in het publiek moet zitten en wil daarom zonder rolstoel naar de modeshow gaan. Olivier bemoeit zich met het gesprek tussen Sam en Rover door te zeggen dat het hem geen goed idee lijkt dat ze zonder rolstoel daarheen gaat, en Olivier uitgenodigd door Sam om mee te gaan naar de modeshow in voorstel dat hij haar helpt met lopen. In de uitzending van 8 december 2016 werd bekend dat Olivier opnieuw kanker heeft en niet zal genezen hiervan. In de uitzending van 27 januari 2017 pleegt Olivier euthanasie door het drinken van een spierverslapper. Hij wordt hierbij geholpen door Anton. Hij overlijdt enkele uren later in Sam's armen.

## Jos Uylenburg
Jos Uylenburg is een crimineel die bekend staat onder de naam De Beer, omdat hij een grote man is die niet bang is voor zijn prooi. Jos zat in de gevangenis en leerde daar Rik de Jong kennen die al vroeg de gevangenis mocht verlaten. Niet veel later komt Jos vrij en besluit hij Rik op te zoeken. Hier is hij niet blij mee omdat Jos niets geleerd heeft van zijn gevangenisstraf en wederom op het foute pad is. Jos trekt tijdelijk in bij Rik en heeft criminele plannen in gedachten waar Rik ook aan mee moet helpen: Rik lijkt hiermee in te stemmen maar wat Jos niet weet is dat Rik alle informatie aan politieagente Aysen Baydar doorgeeft. Wanneer Jos hierachter komt, ontvoert hij Rik en zijn beste vriend Bing Mauricius en probeert hen te vermoorden; dit lukt echter niet. Jos schakelde zijn kameraad in om een brand te veroorzaken in Boks waar veel Meerdijkers waren; hierbij kwam Maxime Sanders om het leven. Na de mislukte poging en de brand in Boks werd Jos opgepakt.
Een jaar later wordt bekend dat Jos tijdens een brand in de gevangenis om het leven is gekomen. Wat niemand echter weet, is dat hij dit in scène heeft gezet en een plan bedacht om wraak te nemen. Een half jaar na zijn in plan gezette dood duikt hij op in Meerdijk. Hij speelt het luisterboek van Janine Elschot na. Zo vergiftigt hij honden, legt glas in Aysen Baydar haar bed en rijdt hij Marieke de Moor opzettelijk aan, die later aan haar verwondingen overlijdt in het ziekenhuis. Hij doet zich later voor als Zoë Xander haar vader, genaamd Bob Xander, om haar naar het park te lokken. Nadat ze een tijdje in het park zijn, maakt hij zijn plan bekend en bindt Zoë vast waardoor Rik zoals Jos had gepland haar komt zoeken in het bos. Jos belandt in een gevecht met Rik en houdt hem onder schot: vervolgens dwingt hij hem een bomvest aan te doen en naar de Rozeboom te gaan. Dit loopt met een sisser af doordat de politie op tijd optreedt en het bomvest uiteindelijk niet blijkt te werken. Jos wordt vervolgens gearresteerd en vastgehouden op het bureau. Niet veel later wordt hij, terwijl Jos vast zit Lucas Sanders, ontvoerd en blijkt dat Jos samenwerkt met psychopaat Hein Lisseberg.

## Amir Nazar
Amir Nazar is een vluchteling die naar Meerdijk is gekomen. Als Sjors Langeveld tegen een lantaarnpaal loopt komt Amir haar verzorgen, want hij is arts. Er bloeit een vriendschap op. Sjors helpt Amir met zijn verblijfsvergunning. Ze krijgt gevoelens voor hem. Nadat Amir opnieuw gedoopt is, zoent Sjors hem. Korte tijd later komt ze erachter dat Amir getrouwd is. Amir is zijn vrouw Farah kwijtgeraakt toen hij vanuit Afghanistan naar Nederland vluchtte. Een tijdje later staat zijn vrouw ineens op de stoep, net op het moment dat hij zijn gevoelens voor Sjors wil uitspreken. Hij kiest uiteindelijk voor Farah en ze gaan voor een tweede keer trouwen. Maar dan slaat het noodlot voor de bruid toe, tijdens het maken van een selfie valt ze van het balkon circa 4 meter naar beneden. Ze wordt met spoed naar het ziekenhuis gebracht. Later blijkt dat ze hersendood is.
De beste vriend van Amir, Bing Mauricius, is onvruchtbaar. Maar hij en zijn vrouw, Nina Sanders, willen wel graag een kind. Daarom doneert Amir zijn sperma. Nina Sanders raakt zwanger en bevalt van een zoon, Max Mauricius. Amir zou in eerste instantie afstand nemen, maar al snel wordt hij overmand door vadergevoelens en plant hij met Nina geheime afspraakjes om Ravi (zoals hij Max noemt) te zien. Bing voelt zich bedreigd en neemt wraak; hij laat Amir opdraaien voor diefstal van medicijnen en drugshandel. Amir belandt in de gevangenis door zogenaamde bewakingsbeelden, maar komt er op dezelfde manier ook weer uit; Amir belooft geen aangifte te doen in ruil voor een volledige omgangsregeling. De vriendschap tussen Amir en Bing lijkt voorbij, maar herstelt zich weer na een oprechte spijtbetuiging. Amir vraagt Bing alsnog als getuige bij zijn huwelijk met Sjors. Ook aanwezig is Romy Dublois, de gastvrouw tijdens de vrijgezellenavond in Lapland; Romy zit in een rolstoel nadat zij op die bewuste dag van een sneeuwscooter is gevallen en de nacht met Amir heeft doorgebracht. Tijdens de bruiloft wordt er een aanslag gepleegd; Sjors en Romy belanden allebei in het ziekenhuis. Amir en Sjors nemen Romy in huis omdat zij in Nederland niemand anders heeft om op terug te vallen. Ze halen echter het Paard van Troje binnen, want Romy zit achter de aanslag en doet alsof ze invalide is omdat ze aan een persoonlijkheidsstoornis lijdt. Amir wordt vergiftigd en Sjors neergeslagen omdat ze achter de waarheid is gekomen. Ze overleven het ternauwernood en Romy wordt in een kliniek opgenomen na net geen zelfmoord te hebben gepleegd.
Tijdens dienst op de traumahelicopter wordt Amir bewusteloos geslagen door een ongeduldige man omdat hij diens vrouw niet meteen helpt. Hierdoor verliest hij veel bloed en krijgt hij een hartstilstand. Amir overleeft het, maar raakt verlamd aan zijn rechterhand waardoor hij zijn beroep niet meer kan uitoefenen. De dader, Davy Zwanenberg genaamd, krijgt slechts een taakstraf van 240 uur. Amir weigert in hoger beroep en in therapie te gaan omdat hij verder wil met zijn leven; dat lukt hem pas na een gesprek met Davy die zichzelf vervolgens doodrijdt.
Amir helpt Davy's zoon Bobby bij de begrafenis en neemt hem vervolgens in huis omdat Bobby niet met zijn oom zou kunnen opschieten. Bobby blijkt een door het straatleven gevormde crimineel te zijn die zijn oom Casper vermoordt wanneer hij met Sjors' dochter Lana probeert weg te vluchten. Lana keert terug na een oproep via tv, maar gaat binnen de kortste keren weer naar Berlijn nadat Sjors heeft geweigerd om Bobby's advocaat te zijn. Amir wordt hier verantwoordelijk voor gehouden en zijn huwelijk is voorbij; Sjors besluit om Lana achterna te gaan in een poging de verstoorde moeder-dochterrelatie te herstellen, en biecht op dat ze Bing heeft gezoend tijdens haar steun in diens vechtscheiding. Hoewel de zoen niks voorstelde voelt Amir zich in eerste instantie verraden omdat hij Bing in huis heeft genomen en hem om liefdesadvies heeft gevraagd. Uiteindelijk zijn Amir en Bing het erover eens dat het belangrijker is dat de kleine Max ziet dat zijn vaders goed met elkaar kunnen opschieten.
Amir krijgt een relatie met restaurateur Amelie Hendrix en begint een huisartsenpraktijk met Anton Bouwhuis; een van zijn patiënten is Judith Schoof die onder valse voorwendselen bij Anton en Linda logeert met als doel hen uit elkaar te drijven. Ook Amir moet het ontgelden omdat hij, net als Anton, bezwaar maakt tegen deze logeerpartij. Hij laat zich door Judith overhalen om zijn ambities te verwezenlijken en naar een vluchtelingenkamp in Griekenland te gaan; Amelie volgt hem later. In een videobelgesprek naar Meerdijk maakt Amir duidelijk dat hij er net zo lang blijft als dat hij benodigd is. Inmiddels zijn Amir en Amelie gelukkig samen met hun geadopteerde zoon Hassan.

## Zoë Xander
Zoë Xander maakt haar intrede in de serie als verpleegster wanneer Laura Selmhorst in het ziekenhuis terecht komt. Zoë helpt Laura met haar paniekaanvallen te behandelen die ze overhield als gevolg van de brand in BOKS. Zoë krijgt een relatie met Job Zonneveld, echter komt dit tot een einde wanneer Job zich begint te bemoeien met het privéleven van Zoë en ze angst heeft dat haar dubbelleven wordt ontdekt. Want om haar geneeskunde-opleiding te kunnen financieren werkt ze als sugargirl. Haar vrienden komen op een gegeven moment in aanraking met een van haar klanten, Tom. In eerste instantie weet Zoë iedereen wijs te maken dat Tom haar vader is, maar Bing Mauricius weet dit verhaal te ontkrachten. Het duurt niet lang voordat het verhaal zich verspreidt door Meerdijk. Zoë probeert angstvallig te voorkomen dat het bestuur van het AZM, waar zij co-schappen loopt, erachter komt dat ze als sugargirl werkzaam is. Ze kan dit niet langer verzwijgen wanneer een andere klant van haar, Jan Maes, financieel directeur wordt van hetzelfde ziekenhuis. Maes zet Xander onder druk om seks te hebben. Hij dreigt aan de toelatingscommissie te openbaren dat Xander een prostituee is. Xander deelt de nacht met Maes, maar kan zich er daarna niet meer bij neerleggen. Zoë meldt zich bij de klachtencommissie van het ziekenhuis, maar vindt daar geen gehoor.
Zoë krijgt een relatie met Rik de Jong en het gelukt lijkt Zoë weer toe te lachen. Totdat Rik bijna verlamd raakt, maar geholpen kan worden in een peperdure kliniek. Zowel Rik als Zoë kunnen dit niet betalen, maar Zoë besluit net te doen als ze dat geld heeft en stuurt Rik naar de kliniek. Zoë draait vanaf dan alle mogelijke extra diensten en besluit een kamer te verhuren aan de rijke Daan Stern. Daan zit op z'n beurt ook met een probleem, er wordt van hem verwacht zich te binden en de familielijn voor te zetten. De twee maken een plan, Daan betaald de kliniek van Rik en Zoë besluit te gaan trouwen met Daan. Wanneer Rik vroegtijdig terugkeert lijkt alles in de soep te lopen en worden Rik en Daan aartsvijanden.
Wanneer Zoë weer in contact komt met haar moeder blijkt ze zich voor haar te schamen, omdat zij van een woonwagenkamp af komt. Helemaal als ze zich totaal niet met haar moeder kan identificeren en Zoë een luxe levensstijl erop na houdt bedenkt Rik de plan om Zoë biologische vader op te zoeken. Uiteindelijk vind Rik Zoë's vader "Bob Xander" die zich inmiddels identificeert als Rudie Reuvers. Meteen bij de eerste ontmoeting is duidelijk waarom het huwelijk tussen Zoë ouders misliep, want Bob blijkt homoseksueel te zijn. Vanaf dan is het contact weer goed tussen de twee.
Dan lijkt het leven Zoë weer toe te lachen, maar die eindigt wanneer Rik een kinderwens met haar heeft. Zoë wil echter geen kinderen en ze verzint dat ze onvruchtbaar is. Rik komt hier achter en verbreekt de relatie. Zoë is er kapot van en doet enkele te vergeefse pogingen het goed te maken. Ondertussen verschijnt Nabil El Shaarani, een rijke man uit Dubai in haar leven. Hij valt als een blok voor haar, maar dat is niet wederzijds. Als Rik het goed maakt kiest ze voor Rik. Rik vraagt haar ten huwelijk en ze zegt ja. Rik verzint dat hij een erfenis van zijn moeder heeft gekregen waardoor hij haar een sprookjesbruiloft kan bieden. Als Zoë er eenmaal achter komt dat dit een leugen is verbreekt ze de relatie voorgoed omdat zowel Rik als zijzelf elkaar telkens voorliegen tijdens hun relatie, maar ook omdat Rik Zoë niet het rijke en luxe leventje kan bieden waar zij zo van droomt en verlangt. Zoë besluit dan toch met Nabil mee te gaan naar Dubai, waar zij haar co-schappen kan gaan lopen en genieten van een luxe leven.

## Jan Maes
Jan Maes was de sugardaddy van Zoë Xander en tevens Financieel directeur van het AZM. Zoë Xander wil al snel niets met Jan te maken hebben en wil niet zijn sugargirl zijn maar Jan is de nieuwe financieel directeur van het AZM en Zoë werkt bij het AZM dus ze zitten toch aan elkaar vast. Jan chanteert Zoë om toch haar sugardaddy te zijn hij chanteert haar met haar inloting voor opleiding geneeskunde, Jan heeft namelijk vriendjes in die commissie.
Zoë en Jan krijgen onenigheid waardoor Jan haar laat ontslaan. Daarnaast zorgt Jan voor nog meer opschudding bij andere Meerdijkers. Door hem raken ook Aysen Baydar en uiteindelijk Anton Bouwhuis hun baan kwijt in het ziekenhuis. Daarnaast wil hij ervoor zorgen dat Amir Nazar niet als arts toegelaten wordt in het AZM. En valt hij het nichtje van Ludo Sanders, Kimberly Sanders lastig nadat haar naaktfoto's gelekt waren en Jan daarom graag met haar wil afspreken.
Wanneer Anton verhaal komt halen bij Jan op de boot, heeft Anton hem een klap tegen zijn hoofd en vertrekt. Niet veel later komt ook Zoë naar de boot toe en wordt ze vervolgens aangerand door Jan, uit zelf verdediging duwt Zoë hem van de steiger het water in. De volgende dag wordt Jan dood in het water terug gevonden.
Door het politie onderzoek belandt Anton als hoofdverdachte in de gevangenis maar wordt uiteindelijk vrij gelaten, vervolgens wordt Zoë gezien als hoofdverdachte en loopt weken met een enkelband door Meerdijk. Uiteindelijk blijkt dat Loes de Haan Jan heeft vermoord in de haven door hem een trap na te geven in het water.

## Carlos Ramirez
Carlos Ramirez is een Spaanse wijnhandelaar. Nadat Loes de Haan een poging doet om Nina Sanders om te brengen, weet Nina hier maar net van te ontkomen. In een complete shock slaat Nina op de vlucht en beland in Spanje, hier ontmoet ze Carlos. Carlos neemt Nina mee naar huis en zorgt hier voor haar. Tijdens haar verblijf bloeit de liefde tussen de twee op, mede omdat Nina door haar shock toestand niks van haar verleden kan herinneren. Carlos gaat op onderzoek uit en komt er al snel achter wie Nina is. Samen brengen ze uiteindelijk tijd door in Meerdijk, hier krijgt Nina weer haar geheugen terug maar worstelt met haar gevoelens ze is zowel verliefd op Bing als op Carlos.
Carlos begint steeds meer in te zien dat het niet gaat werken tussen hem en Nina doordat hij haar dochter ook geen verdriet wil doen dat haar ouders uit elkaar gaan. Carlos vertrekt terug naar zijn huis in Spanje. Nina duikt dezelfde dag nog op in zijn huis, ze zegt dat ze voor hem gekozen heeft, beiden komen ze echter tot het besluit dat het beter is om niet samen verder door het leven te gaan. Nina vertrekt weer naar Nederland en Carlos blijft in Spanje.

## Eduard Stern
Eduard Stern is een invloedrijke man op leeftijd die vroeger het politiekorps leiding gaf. Hij is samen met zijn kleinzoon Daan Stern, die politieman is, naar Meerdijk gekomen omdat de Meerdijkse politie nieuwe mankrachten nodig heeft. Eduard begeleidt zijn kleinzoon daarbij. Later wordt bekendgemaakt dat Eduard Maria de Jong vroeger 10.000 gulden heeft betaald om een kleinkind via haar te krijgen, zodat zijn zoon hem zou opvoeden. Daan is dus geen echte Stern, maar geadopteerd.
Eduard wil de goede naam van de familie hoog houden door ervoor te zorgen dat Daan gaat trouwen en kinderen krijgt. Zoë kan deze de familienaam voortzetten. Dit moet in een korte tijd gebeuren. Lukt dit niet dan wordt Daan de toegang tot het grote familiekapitaal geweigerd. Daan ziet dit echter niet zitten en besluit een nep relatie te starten met Zoë Xander, Zoë doet dit in ruil voor geld. Wanneer Eduard erachter komt dat de relatie nep is besluit hij Zoë te confronteren, dit loopt uit de hand en hij randt haar aan. Op dit moment komt Daan binnen. Eduard moet mee naar het bureau, maar daar ontkent hij alles. Uiteindelijk wordt Eduard als hoofd van de politie afgezet. Doordat hij invloed heeft op de mensen die daar werken, wordt zijn vertrek bekendgemaakt als een welverdiend pensioen.
Later zoekt kleinzoon Daan Eduard op in de Rozenboom omdat hij wil weten wie zijn echte ouders zijn, Eduard weigert dit te zeggen. Eduard verteld tegen beter weten in dat zijn ouders dood zijn, enkele seconde hierna krijgt hij een hartstilstand. Als hij in het ziekenhuis is bijgekomen, wil Daan alsnog antwoorden. Vlak voordat Eduard hem kon vertellen wie zijn ouders zijn, overlijdt hij.

## Billy de Palma
Billy de Palma (geboren als Wilma Vening) is een invloedrijk zakenvrouw die op verschillende locaties (o.a. in Meerdijk) fastfoodketens heeft zitten die ze als dekmantel gebruikt om illegalen goederen mee te verhandelen en wit te wassen. De politie deed diverse onderzoeken hiernaar maar hier kwam niks uit, de zaak begint pas op gang te komen zodra agente Aysen Baydar undercover bij haar te werk gaat als Layla. Billy wil kunst die ze via de zwarte markt verkregen heeft via Ludo Sanders laten witwassen. Ludo lijkt hier wel interesse in te hebben, totdat hij Aysen bij Billy tegenkomt. Ludo wil niet in de problemen komen en belooft Aysen te helpen in ruil voor een schilderij dat Billy bezit. Ludo lijkt een dubbelspel te spelen en vertelt aan Billy dat Aysen een agente is: de twee laten haar drogeren en in een loods vastbinden. Op het moment dat Billy Aysen confronteert, blijkt Ludo toch aan Aysens kant te staan en slaat Billy neer. Nadat hij Aysen los heeft gemaakt is Billy verdwenen.
Een aantal maanden later keert Billy terug in Meerdijk en biecht op aan Ludo dat ze hem nooit is vergeten en verliefd op hem is. Tevens zorgt ze ervoor dat Aysen gepromoveerd wordt van agente naar hoofdrechercheur. Later blijkt dat Billy een dochter heeft die tevens in Meerdijk woont, Shanti Vening. Het is later ook duidelijk dat Rob Bekkers, de therapeut van Janine Elschot, en Billy samenwerken. Dit om Ludo en Janine uit elkaar te krijgen. Uiteindelijk trouwt Billy met Ludo Sanders, dit omdat ze beide gechanteerd worden; door Carmen Vermeer, die onder een hoedje speelt met Rob. Billy en Ludo werken samen voor zolang als het duurt om Carmen (die eigenlijk Mia Visser heet) en Rob uit te schakelen, daarna scheiden hun wegen. Billy probeert nu de verstoorde relatie met Shanti te herstellen, en geeft haar het café De Koning cadeau. Ze blijft echter de boel belazeren door de Koning te gebruiken voor witwasparktijken en een schaduwboekhouder te regelen. Ex-rechercheur Daan Stern komt achter de waarheid en belooft zijn mond te houden als hij zijn baan weer terugkrijgt. Als ook Shanti achter de waarheid komt wil ze de Koning sluiten, maar Billy laat het daar niet bij zitten en gooit de bar weer open. Even is er sprake van dat moeder en dochter samen een nieuwe start gaan maken op Costa Rica, maar Billy vertrekt alleen omdat Shanti in Meerdijk wil blijven bij haar vriend Rik de Jong.
Lang duurt het leven op Costa Rica niet, want al snel keert Billy terug; in eerste instantie om de bruiloft van haar dochter bij te wonen, maar als ze kunsthandelaar Richard van Nooten ontmoet besluit ze samen met hem wraak te nemen op de familie Sanders. Zo weet Billy onder andere het Veilinghuis van Ludo in handen te krijgen. Billy krijgt later een relatie met Richard en de twee treden in het huwelijk.
Ondertussen past Billy haar dochter Shanti op Daans dochter Louise, dit omdat Daan met een drankverslaving worstelt. Billy ziet hoezeer Shanti aan Louise hecht en wil haar helpen de voogdij in handen te krijgen; ze zorgt ervoor dat Daan de voogdij over zijn dochter verliest en bij Shanti en Rik mag blijven wonen. Billy die staakt de ruzie met de familie Sanders, wanneer haar man Richard door wil gaan en belastende informatie van Ludo zijn oude werkgever Leon Rinaldi wil overkopen neemt Billy het hef in eigen handen. Ze spreekt met Leon af en wil de belastende informatie kopen zodat Richard het niet in handen krijg. Wanneer Leon hiermee niet akkoord gaat en weg wil lopen, slaat Billy hem met een beeld op zijn hoofd neer, wat tot zijn dood leidt. Hierop verdwijnt Billy samen met het boekje vol informatie naar Costa Rica. Ze keert weer terug naar Meerdijk als ze erachter komt dat haar ex 
Pieter Nieuwenhuis en haar dochter contact hebben. Pieter is de vader van Shanti maar Billy had dit altijd voor haar verzwegen omdat hij niks met hun te maken zou willen hebben, dit bleek later een leugen van Pieter zijn moeder te zijn geweest.
In het najaar van 2023 belt Billy haar dochter op dat zij en Richard uit elkaar zijn. Shanti gaat voor enkele weken naar haar moeder toe. Dan wanneer Shanti enkele weken weer terug is in Nederland krijgt Shanti weer een telefoon dat Billy om het leven is gekomen. Zij ging boodschappen doen, maar kwam niet terug. Na een zoektocht wordt het levensloos lichaam van Billy langs de weg gevonden. Billy laat haar gehele vermogen van negentig miljoen euro na aan haar dochter.
Onduidelijk echter is wanneer het huwelijk tussen Richard en Billy is ontbonden. Dit kan in 2022, 2023 of 2024 zijn. In 2022 stuurt Billy de scheidingspapieren op naar Richard, die echter weigert te tekenen. Hoewel ze dan uit elkaar zijn gaan, is er nooit echt gesproken van een officiële scheiding en vertrekken ze onverwachts enkele weken later toch samen op de vlucht voor justitie. In het najaar van 2023 krijgt Shanti telefoon van haar moeder dat Richard en zij uit elkaar zijn. In 2024 overlijdt Billy en laat zij haar vermogen na aan Shanti, wat dus eigenlijk moet zijn dat Billy en Richard inmiddels officieel zijn gescheiden.

## Saskia Verduyn
Saskia Verduyn is de vrouw van Julian Verduyn. Ze keren terug naar Meerdijk, omdat haar dochter Merel gepest werd. Samen met haar man, drie kinderen en hond verhuizen ze naar een appartement in Meerdijk. Vader Henk voegt zich later bij het gezin; Saskia is hem liever kwijt dan rijk, maar neemt hem later alsnog in huis.
Saskia werkt eerst in het ziekenhuis, maar doordat ze medicijnen steelt voor de rugproblemen van Julian wordt ze ontslagen. Daarna gaat ze werken als assistente bij de huisartspraktijk van Anton Bouwhuis en Amir Nazar. De familie blijkt verhuisd te zijn omdat Saskia de pester van haar dochter Merel geslagen heeft. Daardoor is dat meisje blind geworden. Zakenman en kunstkenner Ludo Sanders chanteert hen hiermee omdat hij het (vervalste) schilderij terug wil dat Henk op internet te koop heeft gezet om de geldproblemen van het gezin op te lossen.
Ondertussen wordt ook dochter Demi gepest; Saskia komt er pas als laatste achter nadat Demi de pestkop Milou van de trap heeft geduwd. Ze snapt waarom Demi het gedaan heeft, maar vindt ook dat excuses op hun plaats zijn. Saskia gaat met Demi en Milou om de tafel te zitten voor een goed gesprek; in tegenstelling tot wat ze denkt zijn de problemen niet opgelost omdat Milou niks wil weten van vriendschap met Demi. Groter is de schok als blijkt dat Demi zwanger is van Marwan El Amrani, een van Julians collega's uit de Buurtsuper. Saskia wil haar kleinkind laten adopteren, maar Julian is het daar niet mee eens vanwege zijn eigen adoptie-ervaringen.
Saskia begint later, ondanks dat ze getrouwd is, gevoelens te krijgen voor haar nieuwe collega: dokter Roman van Loon. De twee flirten met elkaar en appen stiekem, dit loopt zo uit de hand dat de twee met elkaar zoenen. Als Roman en Saskia voor werk in een hotel verblijven komt het bijna tot seks, echter verschijnt Julian net voordat Saskia naar Roman zijn kamer wil vertrekken. Saskia biecht later aan Julian op dat ze verliefd was op Roman maar haar gevoelens aan de kant zet omdat ze voor Julian wil blijven gaan, hierna wordt Saskia regelmatig lastiggevallen door Roman die onder andere screenshots van oude intieme gesprekken met haar en Julian onder de deur schuit. Later gaat Roman langs bij Saskia om zijn excuses aan te bieden, als zij hem een knuffel geeft om alles af te sluiten verkracht hij haar.
Nadat Saskia alles opbiecht en Roman vermoordt wordt lijkt het een tijdje goed te gaan tussen de twee, totdat Saskia verliefd wordt op de Duitser Dieter Heidrich, de behandelend arts van dochter Demi die derdegraads brandwonden had opgelopen bij de kettingbotsing. Ze besluit het met Dieter te gaan proberen en vertrekt naar Duitsland.
Wanneer Julian tijdens het sporten met zoon Steef een hartaanval krijgt balanceert hij op het randje van de dood. Hij droomt over een Kerstdiner met de hele familie, waardoor Saskia éénmalig terugkeerde.

## Merel Verduyn
Merel Verduyn is de oudste dochter van Julian en Saskia Verduyn. Ze is hun oudste kind naast haar jongere broer Steef en jongere zus Demi en heeft een hond genaamd Dolly.
Merel werd op haar vorige school gepest door een meisje genaamd Lotte; Saskia kwam op voor haar dochter en sloeg Lotte halfblind waardoor de familie noodgedwongen moest verhuizen. Merel is dik bevriend met haar opa Henk Visser die haar regelmatig helpt op de voetbalclub. Als opa Henk niet meer bij hen mag wonen doet Merel er alles aan om hem te laten blijven; uiteindelijk vertrekt Henk uit huis maar blijft hij wel in Meerdijk wonen om uiteindelijk weer terug te keren. Merel raakt in Meerdijk al snel bevriend met JoJo Abrams. Wanneer Merel merkt dat haar zusje Demi op school gepest wordt wil ze haar helpen. Zo helpt ze haar anders te kleden om zelfverzekerder over te komen, dit lijkt in het begin te werken maar het pesten wordt uiteindelijk alleen maar erger totdat Demi in opstand komt en pestkop Milou van de trap duwt. Vervolgens blijkt Demi zwanger te zijn van Marwan El Amrani; Marwan is een van Julians collega's uit de buurtsuper waar Merel nog eten heeft gestolen. 
Nadat Demi is bevallen van zoon Tom neemt Merel steeds meer contact op met Marwan. Nadat hij dronken in BOKS zit neemt ze hem mee naar huis om te gaan slapen, ze blijft vervolgens zelf slapen bij Marwan. Hij probeert haar de ochtend erna te zoenen. Na de keuze gemaakt te hebben of het wel kan tegenover Demi krijgen de twee een geheime relatie. Als dit aan het licht komt hebben de twee zusjes ruzie, en met de vergaande pogingen van dokter Roman van Loon om Saskia te versieren dreigt het gezin uit elkaar te vallen. Steef regelt een verzoenvakantie op Texel van het geld dat hij met zijn gametournooien heeft verdiend, en Merel maakt het er goed met Demi.
Na terugkomst vindt Merel haar ware roeping; ze wil politieagente worden. Ondertussen sluit ze vriendschap met Lynn Vechter die in dezelfde flat woont en net is aangenomen als nieuwe huishoudster van kunstkenner Ludo Sanders en journaliste Janine Elschot.

## Steef Verduyn
De rol van Steef wordt bij aanvang gespeeld door Tommy van Lent. In 2022 besluit hij zich te gaan focussen op school en verlaat daarom de serie. Z'n rol werd overgenomen door Ingmar van den Broek.
Steef Verduyn is de zoon van Julian en Saskia Verduyn. Hij is hun middelste kind naast zijn twee zussen Merel en Demi.
In de beginjaren heeft Steef voornamelijk een rol op de achtergrond. Zo helpt hij regelmatig zijn Opa Henk met kleine klusjes zoals het terughalen van een verloren document op de laptop van Tiffy Koster en heeft hij Henk geadviseerd om eerlijk te zijn in diens driehoeksverhouding met Lydia Edel en Laura Selmhorst.
Later krijgt Steef een grotere rol. Zo gaat hij naast school fulltime gamen waar hij goed geld mee verdient. Op een gegeven moment wordt hij zo goed dat hij meer betaald krijgt dan zijn vader; hierop gaat hij een ruimte huren in Boks om daar zijn gamestudio te maken. Later krijgt hij een relatie met influencer Abby Rose. Ze nemen hun intrek in het huis van het vertrokken doktersechtpaar Anton Bouwhuis en Linda Dekker waar zich later een groot drama blijkt te hebben afgespeeld. Saskia is er verkracht door dokter Roman van Loon na diens ongewenste versierpogingen. En met de ruzie tussen Demi en Merel om buurtsupereigenaar Marwan (vader van Demi's pasgeboren zoon Tom) leek het gezin uit elkaar te vallen. Steef wist dat nog net te voorkomen door een vakantie naar Texel te regelen.
Ondertussen wint Steef het ene toernooi na het andere, totdat hij een keer onderuit gaat en tijdens een livestream zijn frustraties afreageert op een fan met pigmentvlekken. Behalve de finale verliest Steef nog meer; zijn volgers, zijn plek in het team (ten tweede male) en zijn relatie met Abby die hem te onvolwassen vindt. Hij keert terug naar huize Verduyn en maakt in allerhaast een excuusfilmpje waarin hij vergeefs om een herkansing vraagt. Dit leidt tot nog bozere reacties en een steen door het raam. Na lang nadenken besluit Steef te stoppen met gamen en de spullen te verkopen die nog in het huis van de familie Bouwhuis staan.

## Demi Verduyn
Demi Verduyn is de dochter van Julian en Saskia Verduyn. Zij is hun jongste kind naast haar zus Merel en broer Steef. Demi is een rustig meisje.
De familie is naar Meerdijk verhuisd omdat Merel op haar vorige school gepest werd en Saskia de pestkop halfblind had geslagen. In Meerdijk beginnen ze met een schone lei, echter Demi wordt op haar nieuwe school al snel het mikpunt voor diverse pesterijen. Merel komt erachter dat ze gepest wordt en probeert haar te helpen, hier wil Demi eerst niks van weten maar laat haar later wel toe. Dit helpt echter niet en het pesten wordt erger vooral door pestkop Milou. Als Julian het hoort neemt hij zijn dochter mee naar de bevriende buurman Rik de Jong voor zelfverdedigingsles. Milou laat zich hier niet door afschrikken; ze dreigt de hond Dolly af te maken als Demi haar niet een paar oorbellen bezorgt. Demi komt in opstand en duwt Milou van de trap; in ieders bijzijn. Saskia wordt als laatste ingelicht over de pesterijen en snapt waarom Demi het heeft gedaan, maar vindt wel dat excuses op hun plaats zijn. Na het ongeluk moeten Demi en Milou in gesprek met elkaar. Het probleem lijkt opgelost en Demi is zelf bereid om vriendschap te sluiten, maar Milou denkt daar toch anders over.
Ondertussen is Demi gecharmeerd van Marwan El Amrani, de broer van Julians baas Ilyas; ze sluit vriendschap met hem op de sociale media en geeft zich uit voor de 18-jarige Dominique terwijl ze eigenlijk maar 15 jaar is. Tijdens de date merkt Marwan al op dat ze jonger is, Demi zegt dat ze 17 jaar is en over een paar weken 18 wordt, Marwan gelooft dit. Als Demi zegt dat ze 18 jaar is spreekt Marwan weer met haar af. De twee gaan samen naar bed. Even later ontdekt Marwan haar echte leeftijd en besluit alle contacten te verbreken. Weken later blijkt Demi echter zwanger te zijn van Marwan. Ze bevalt van een zoon die in eerste instantie zou worden afgestaan aan het echtpaar John en Marleen, maar na lang twijfelen besluit Demi om zelf voor Tom te zorgen. Voor Marwan, die uiteindelijk een papadag krijgt toebedeeld, blijkt ze nog gevoelens te hebben, maar hij is ondertussen een geheime verhouding begonnen met Merel. Demi voelt zich verraden als ze daaracher komt, en met de ruzie tussen Julian en Saskia vanwege de ongewenste versierpogingen van dokter Roman van Loon dreigt het gezin uit elkaar te vallen. Gamekampioen Steef regelt een vakantie naar Texel waar de zusjes weer tot elkaar komen.
Als Laura Selmhorst Dolly per ongeluk vergeet bij De Buurtsuper wordt ze meegenomen door een jongen die Pim blijkt te heten. Hij ziet Dolly aan voor Sam, z'n overleden hond, en wil Dolly houden. Uiteindelijk geeft hij haar terug aan de familie Verduyn en mag vervolgens in De Buurtsuper werken. Later wordt Pim verliefd op Demi.